# Escultura francesa del siglo XIX

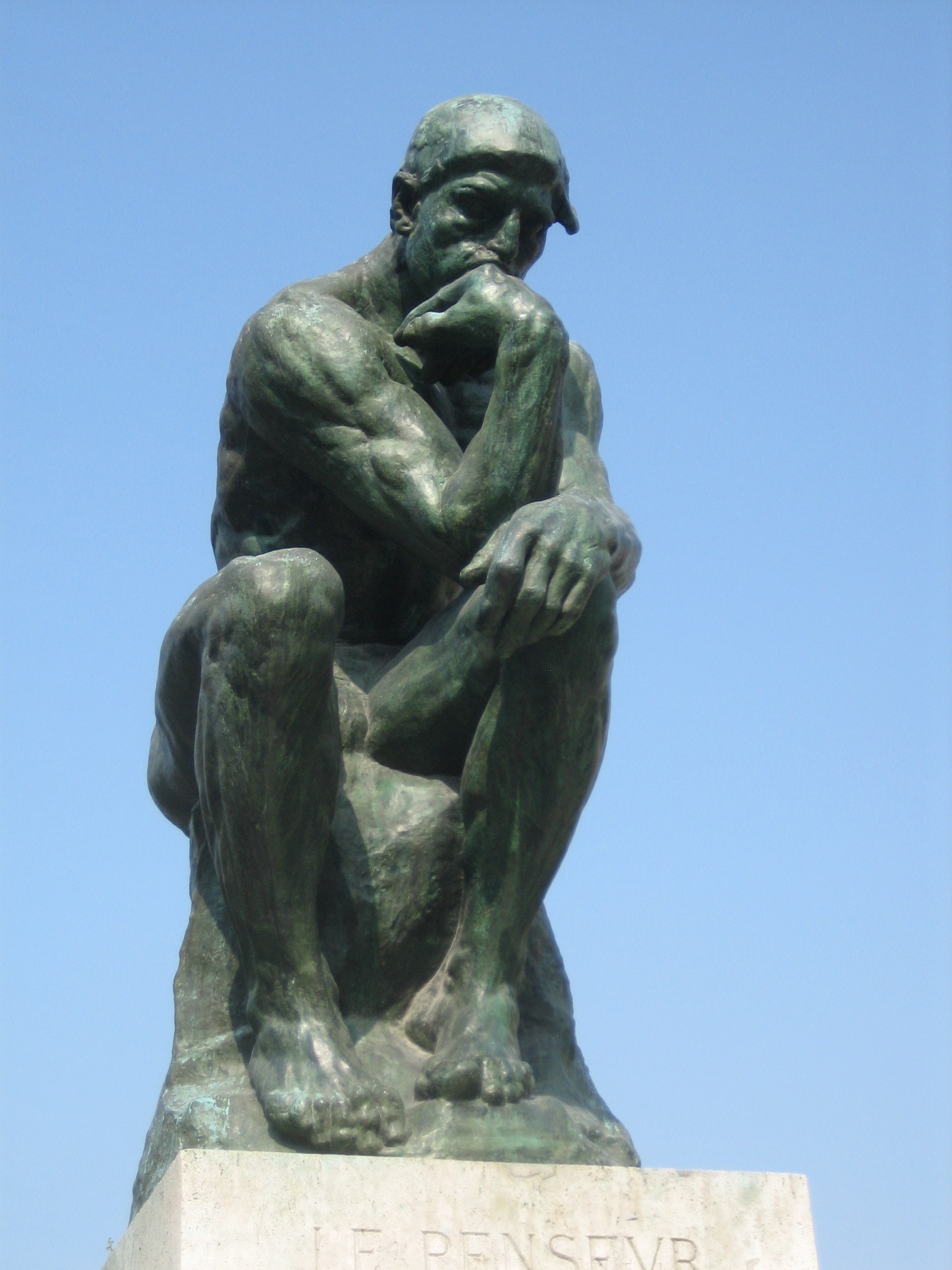
Auguste Rodin, Le Penseur (1882), una de las obras emblemáticas de la escultura francesa del

La escultura francesa del siglo XIX representa la producción escultórica y estatuaria en Francia entre 1801 y 1901. Se caracteriza por la diversidad de corrientes y de estilos, que van desde el neoclasicismo a principios de siglo, hasta el Art Nouveau y el arte moderno de fin de siglo.
La escultura francesa del siglo XIX está marcada por una producción muy importante inducida por los encargos oficiales relacionados con las transformaciones urbanas y con la secularización de la vida pública: las ciudades y los gobiernos, particularmente con Napoleón III y la Tercera República, compitieron en esta área. El ascenso de una burguesía adinerada también participa de la moda de la estatuaria con los monumentos funerarios privados y el gusto por las pequeñas piezas de bronce del que muchos escultores de animales harán una especialidad.
Los múltiples encargos públicos, más el peso de la Academia y de la Escuela de Bellas Artes, reforzaron más el academicismo dominante y el neoclasicismo que la expresión personal de los artistas. Las personalidades que destacaran con estilo propio serán muy pocas: François Rude y James Pradier, en el primer período; Albert-Ernest Carrier-Belleuse, Jean-Baptiste Carpeaux, Antoine-Louis Barye, y en especial David d'Angers, a mediados de siglo; más tarde Auguste Bartholdi y Jules Dalou, antes de la aparición en la década de 1880 de Auguste Rodin, que dominará la escultura europea; y le seguirán Camille Claudel y Antoine Bourdelle en el cambio de siglo.
Varios pintores también practicarían la escultura, como Honoré Daumier, Gustave Doré, Jean-Léon Gérôme, Edgar Degas y Paul Gauguin. Algunas esculturas de este siglo provocaron escándalo al ser expuestas, Satyre et bacchante, de Pradier en 1834, Tuerie [Asesinato] de Auguste Préault del mismo año, Femme piquée par un serpent [Mujer picada por una serpiente] de Auguste Clésinger en 1847, Gorille enlevant une négresse [Gorila secuestrando a un regrero], de Emmanuel Frémiet en 1859, La Danse de Carpeaux en 1869, la Petite Danseuse de quatorze ans [La pequeña bailarina de catorce años] de Degas en 1881, y el Monument à Balzac de Rodin en 1897.
Los museos parisinos (Louvre, Musée d'Orsay, Petit Palais o Musée Rodin) reflejan estas riquezas, que también abundan en los entonces nuevos desarrollos urbanos, especialmente en las plazas, jardines y puentes —y, por supuesto, cementerios— de París, sin menoscabo de algunas ciudades de provincias con un rico patrimonio.

## Períodos y estilos

### Neoclasicismo
Jean-Antoine Houdon, el último gran representante de la escultura del siglo XVIII, que hizo de unión entre el clasicismo y el neoclasicismo, continuó su actividad hasta 1814 al dedicarse principalmente a los retratos en busto, incluido el del emperador Napoleón I en el Museo de Bellas Artes de Dijon. A principios de siglo, la era napoleónica vio consolidarse el neoclasicismo influenciado por el italiano Antonio Canova. En ese momento, los principales representantes eran Antoine-Denis Chaudet,
François Joseph Bosio y Joseph Chinard. Esta corriente se expresaba principalmente con los encargos oficiales del régimen napoleónico, en bajorrelieves, bustos, columnas nacionales y arcos de triunfo. Continuó después del Primer Imperio con James Pradier, el escultor más popular bajo la monarquía de julio y que, por su estilo impregnado de sensualidad y sus inspiraciones orientales, intentó una síntesis entre el clasicismo y el romanticismo. Con el neoclasicismo tardío, esta corriente se extendió al segundo Imperio, con Eugène Guillaume, Pierre-Jules Cavelier y Gabriel-Jules Thomas.

Obras neoclásicas
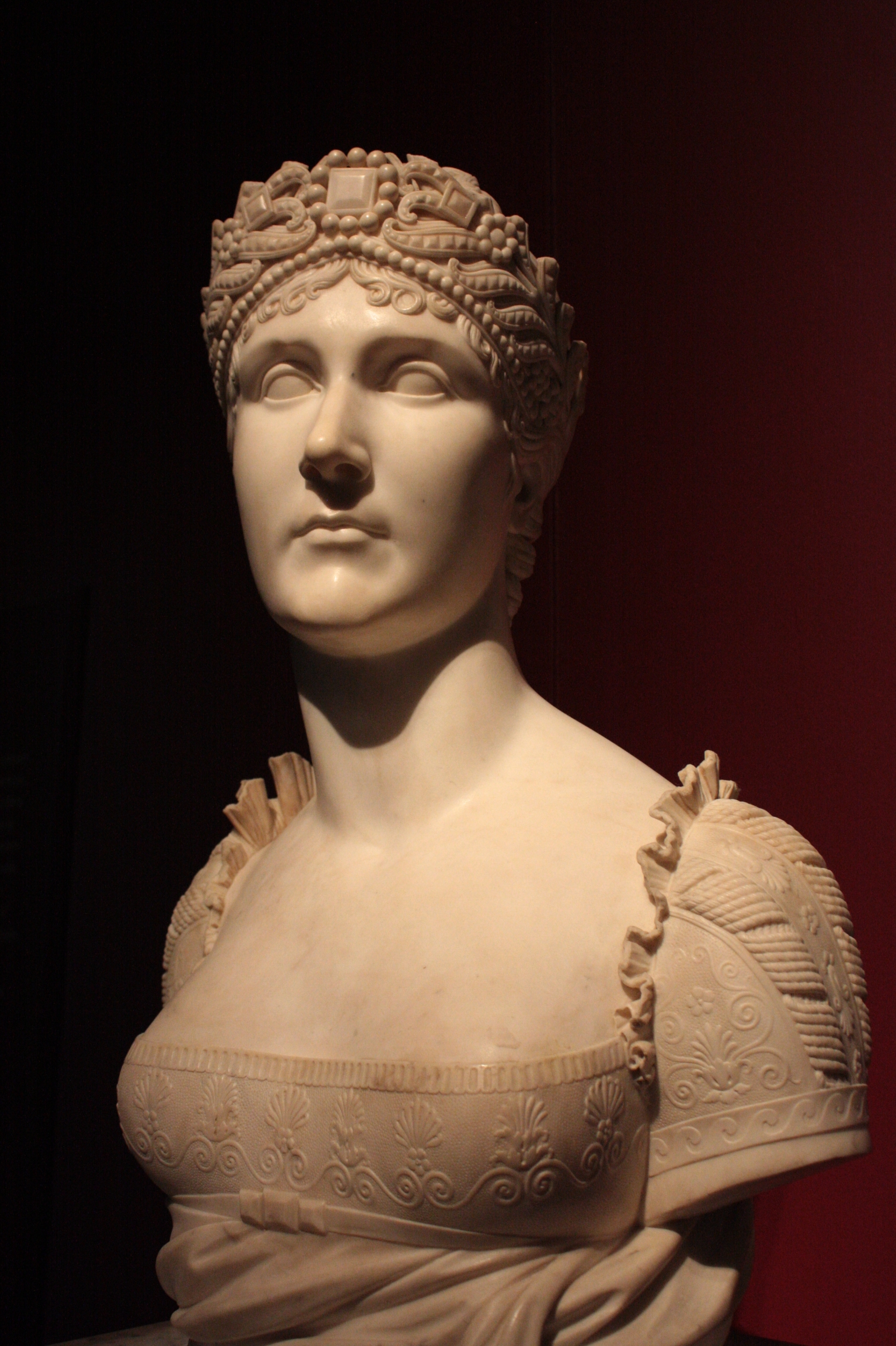
Joseph Chinard, L'Impératrice Joséphine [La emperatriz Josefina] (1808), Londres, Victoria y Albert Museum
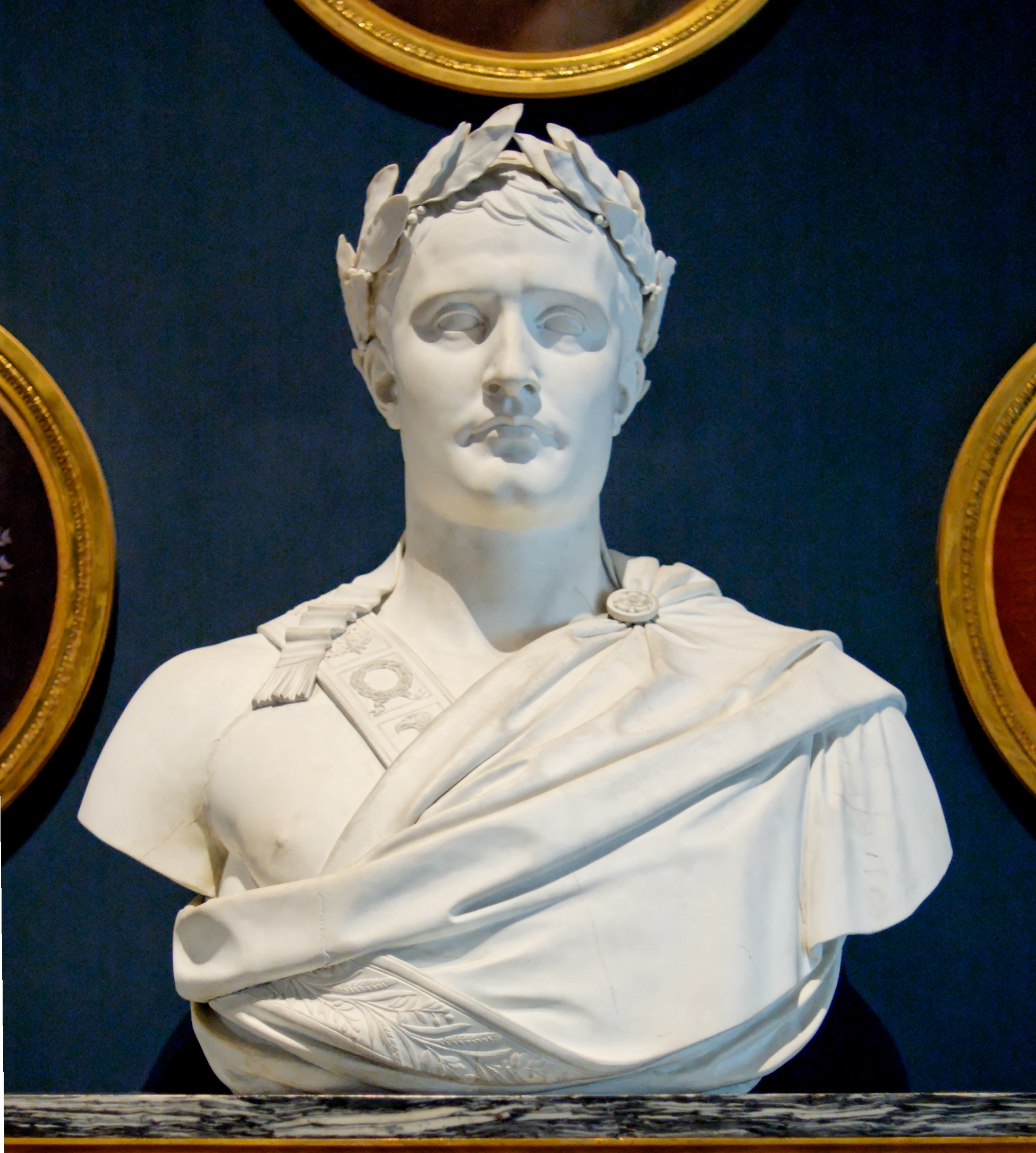
Antoine-Denis Chaudet, Buste de Napoléon 1.er [Busto de Napoleón I] (1811), Paris, Museo del Louvre
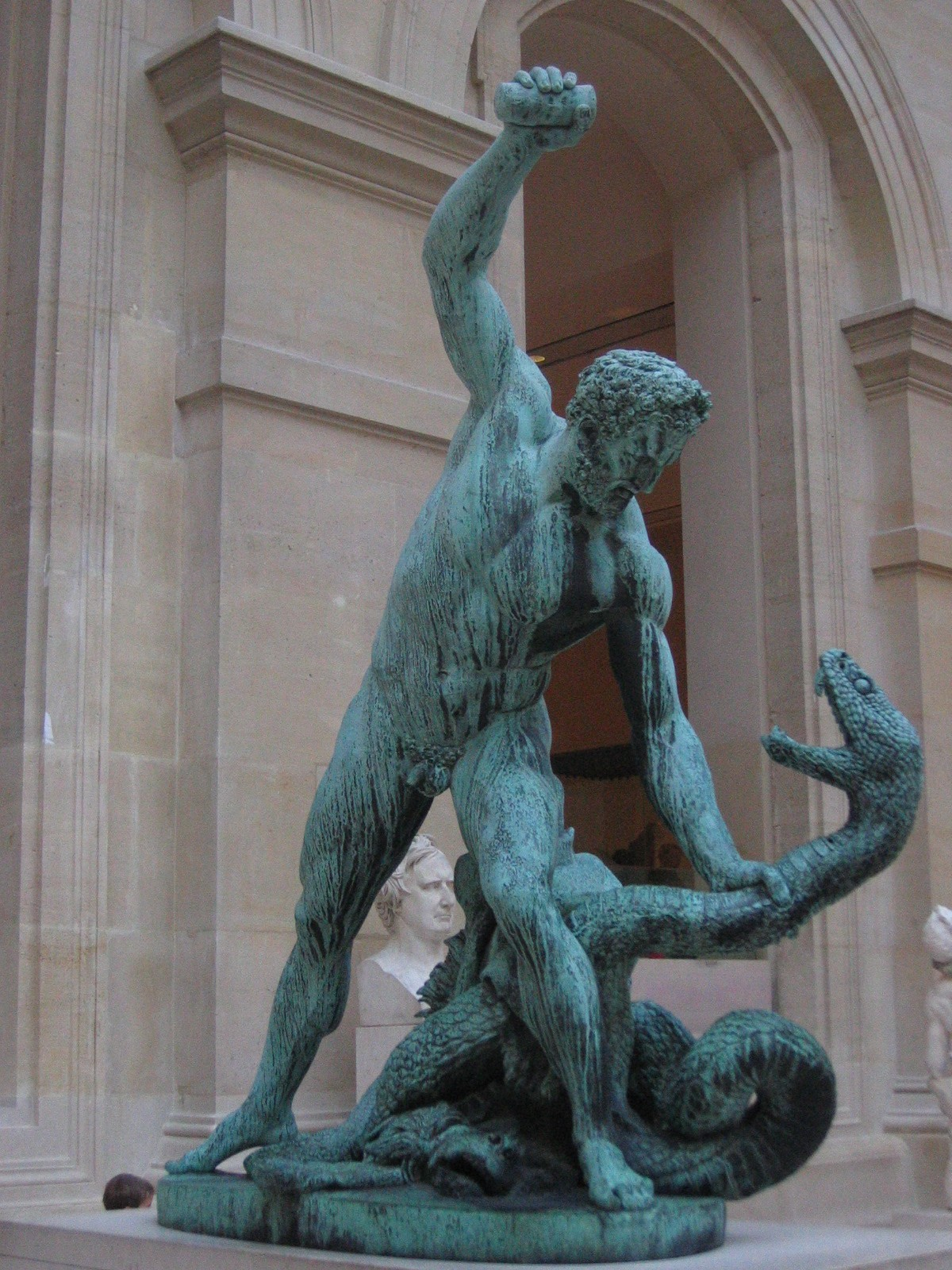
François Joseph Bosio, Hercule (1824), Paris, Museo del Louvre
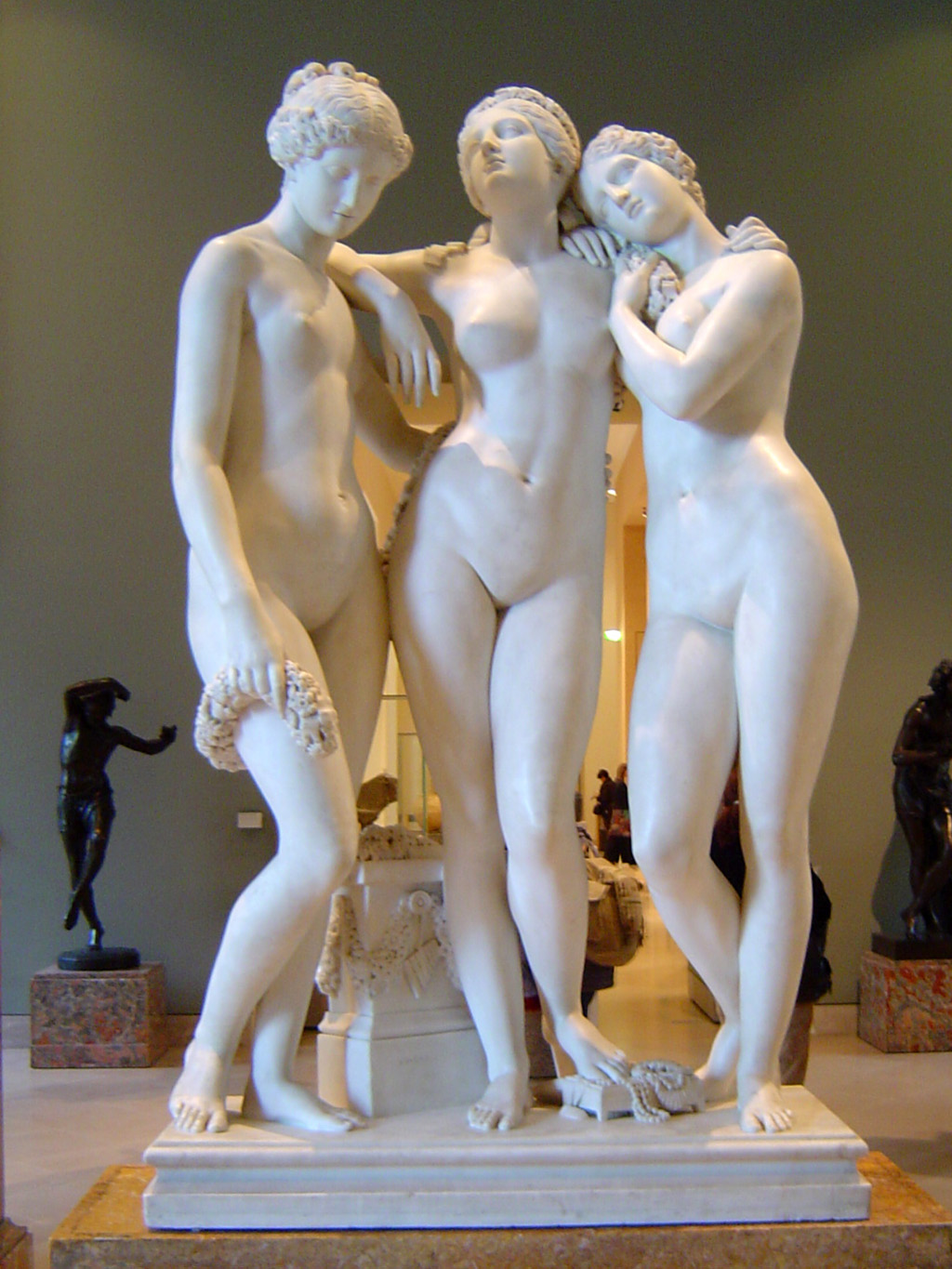
James Pradier, Les Trois Grâces [Las tres gracias] (1831), Paris, Museo del Louvre
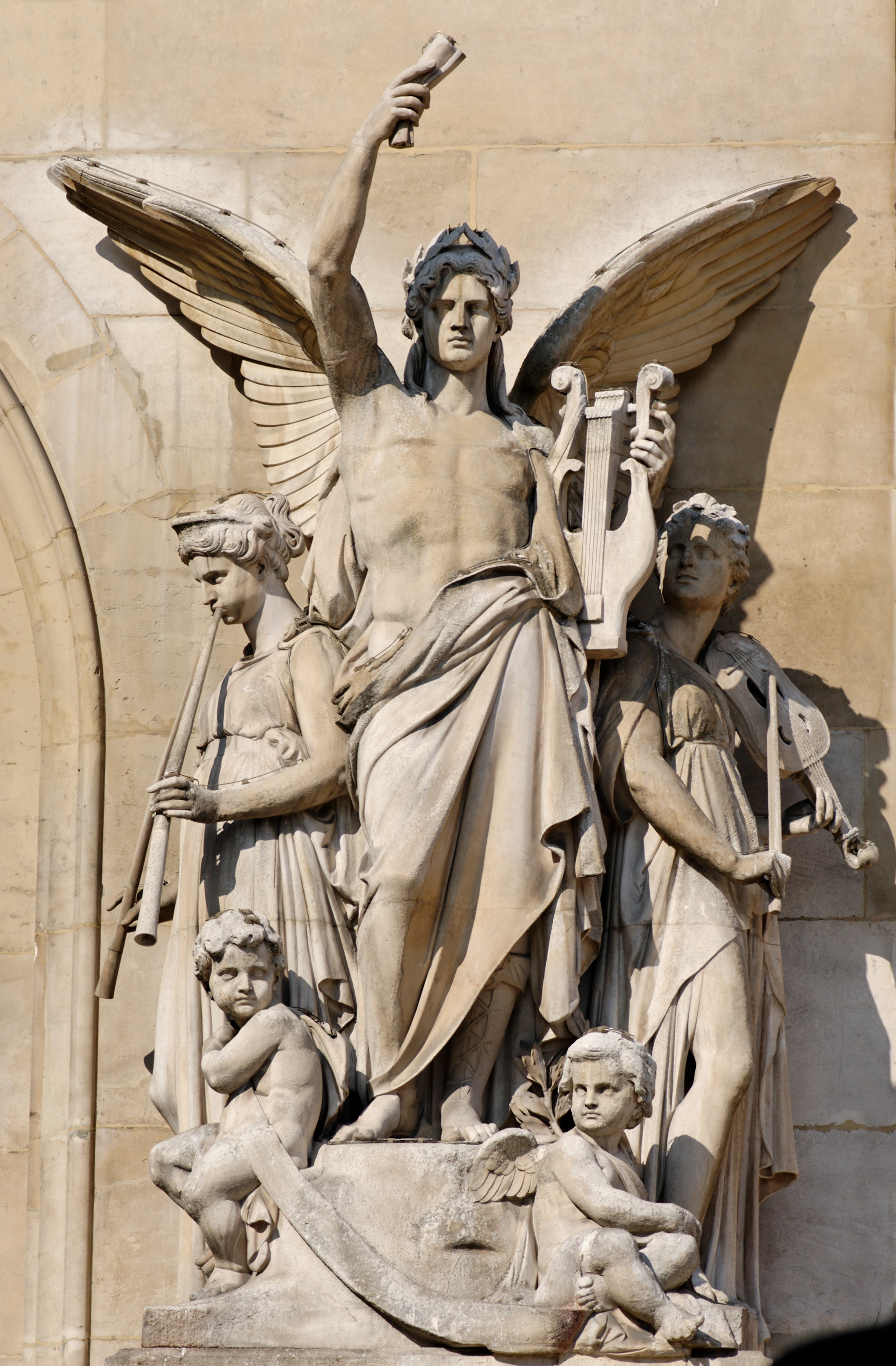
Eugène Guillaume, La Musique instrumentale (1874), París, ópera Garnier

### Escultura romántica

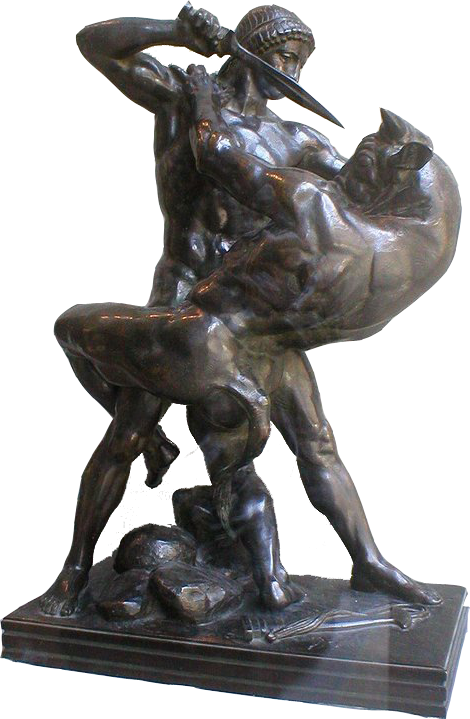
Antoine-Louis Barye: Thésée et le Minotaure. «Barye da a sus figuras humanas inspiradas en modelos griegos, como este grupo de bronce de Teseo y el Minotauro, una energía y un movimiento propios de la visión romántica» (museo del Louvre).

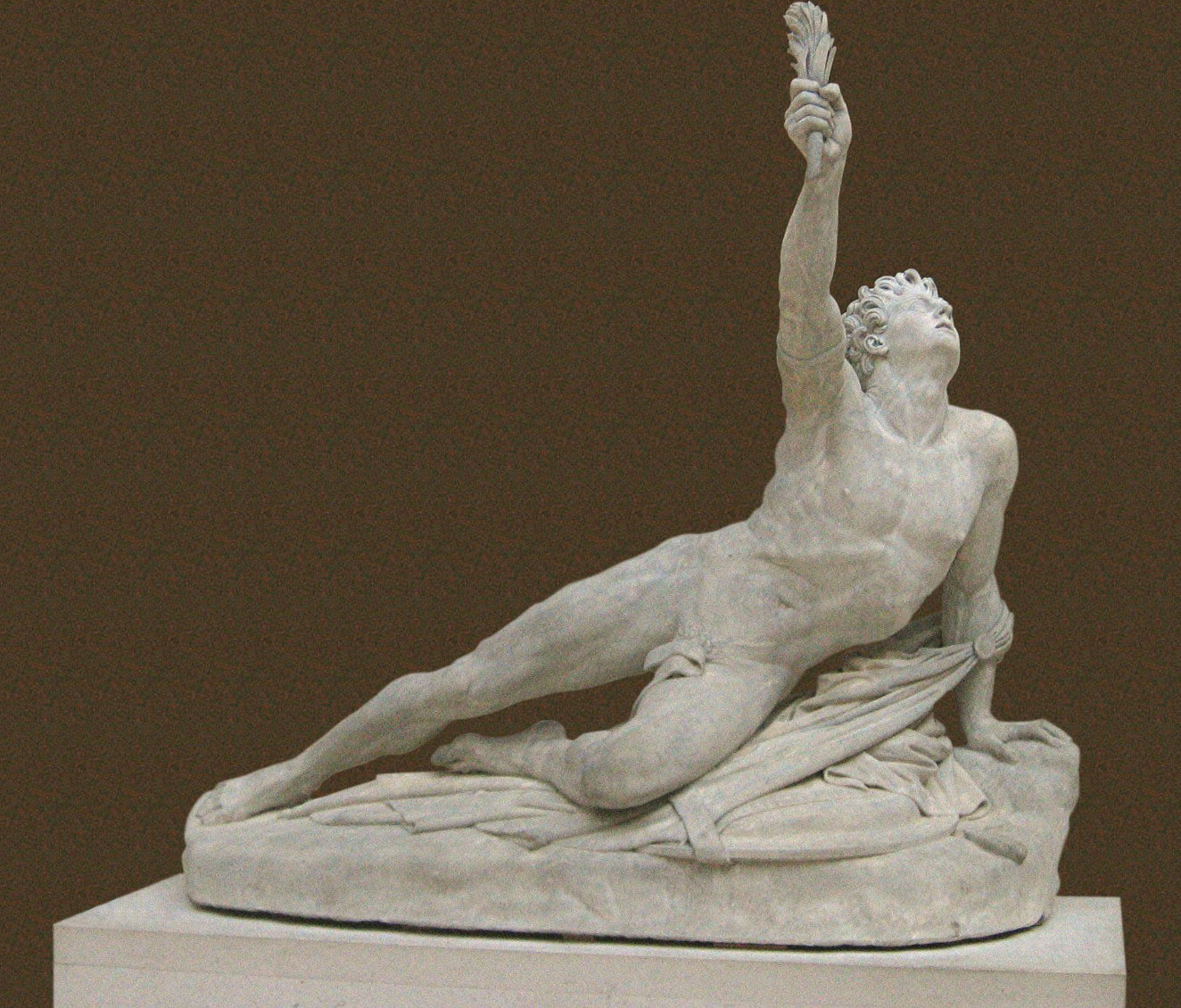
Jean-Pierre Cortot: el Coureur de Marathon. «El modelo de yeso de este corredor de maratón fue presentado en el Salón de 1822» (museo del Louvre).

El romanticismo en la escultura no apareció hasta bastante tarde, alrededor de 1830, y duró poco. Hasta entonces los artistas, sin atreverse a romper con el canon tradicional, trataban de acentuar el movimiento de las líneas o de darles más flexibilidad: la cuadriga del Carrousel de Bossio, el Spartacus de Denis Foyatier, el Coureur de Marathon de Jean-Pierre Cortot, todavía mostraban apenas un tímido acercamiento hacia la libertad. Mientras que en la pintura surgió la disputa entre el dibujo y el color, en la escultura fueentre lo antiguo y lo moderno. Los escultores franceses también querían un rejuvenecimiento.
Los escultores verdaderamente románticos ya dejaban ver sus temas: la literatura moderna, la Edad Media y la Biblia les proporcionaban casi todos. La escultura romántica realmente emergió en el Salón de 1831, donde se expuso en particular el Roland furieux de Jehan Duseigneur, un Rolando desnudo y epiléptico que trataba del tema romántico por excelencia, del amor que lleva a la locura con una fuerte búsqueda de la expresividad. Duseigneur labró en 1833 un Quasimodo et Esméralda y Antoine Étex ese mismo año un Caïn hirsuto y una Françoise de Rimini. Auguste Préault, el tipo de escultor romántico, de cincelar truculento, dejó hallazgos fúnebres, como su famosa Masque du silence [Máscara del silencio], o efectos shakespeareanos como los de Ophélie noyée del museo de Marsella. En el Salón de 1834 Préault causará un escándalo artístico con su bajorrelieve Tuerie. Henry de Triqueti y Félicie de Fauveau revivieron el Renacimiento italiano, el primero, y el gótico, el segundo, y en esa pasión por la historia antigua develaron referencias clásicas a la antigüedad, que es otra característica del romanticismo. Drouet esculpió en 1836 un Chactas curioso por la búsqueda de particularidades étnicas; pero ese mismo año, François Rude hizo estallar sobre el Arco de Triunfo el famoso alto relieve Le Départ des volontaires de 1792 (La partida de los voluntarios de 1792), su Marseillaise gritando el himno de la libertad, una escultura temblorosa de vida, una de las más grandes páginas escultóricas del siglo; al mismo tiempo, Antoine-Louis Barye creaba una escultura animal tal que ninguna otra nación posee, como Le Lion écrasant un serpent, comparable a Delacroix con sus escenas de caza.
Pero el escultor romántico por excelencia fue David d'Angers (1788-1856), artista exaltada por Vigny, celebrada por Hugo, y tan estrechamente unido al Cenáculo que dejó en mármol efigie de todos sus miembros. Romántico, era de corazón y de cabeza, él que, desde el Salón de 1824, libraba al lado de Delacroix el combate romántico con su Mort de Bonchamp [Muerte de Bonchamp], clásico incluso por el desnudo, pero romántico por el acento y el gesto; él, que dibujaba en mármol o fundía en bronce a Victor Hugo, Balzac, Gœthe, Géricault, Lamartine y Gautier. David d'Angers se distinguirá especialmente a través de sus retratos esculpidos, 500 medallones en bajorrelieve y varios bustos, de los cuales el monumental de Goethe es quizás el más representativo.

Obras románticas
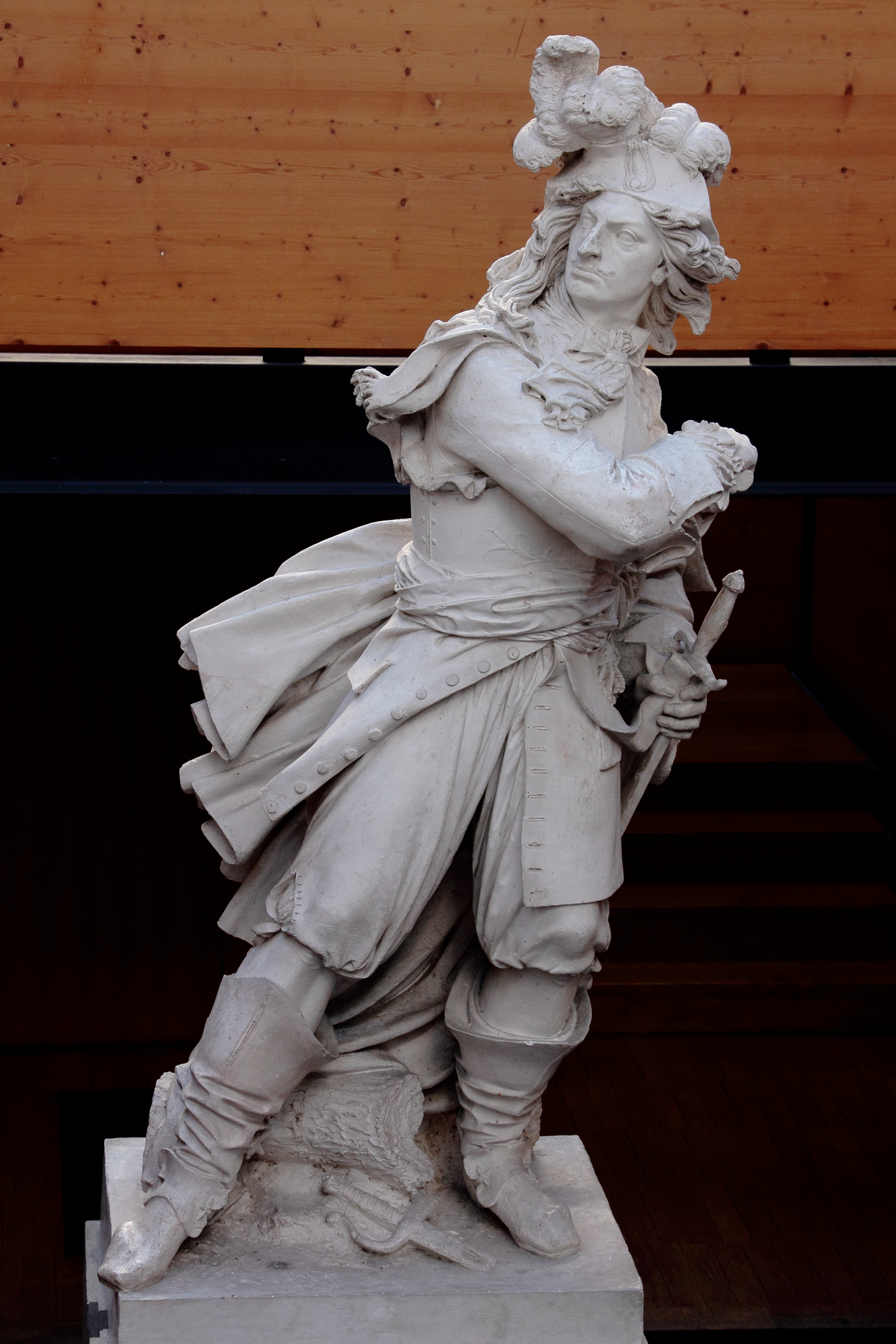
David d'Angers, Le Grand Condé (1817), Angers, galería David de Angers
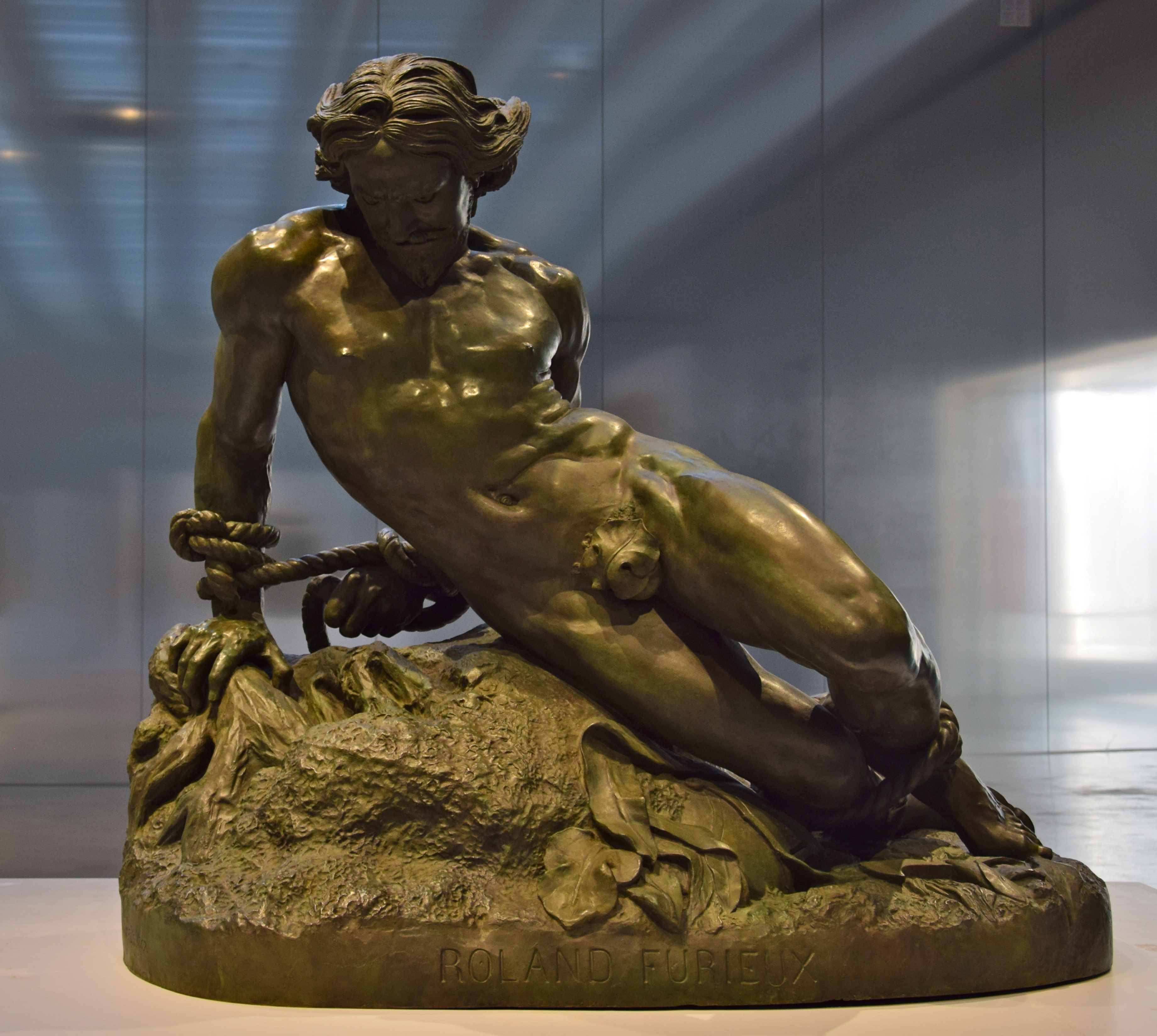
Jehan Duseigneur, Roland furieux (1831), Museo del Louvre-Lens
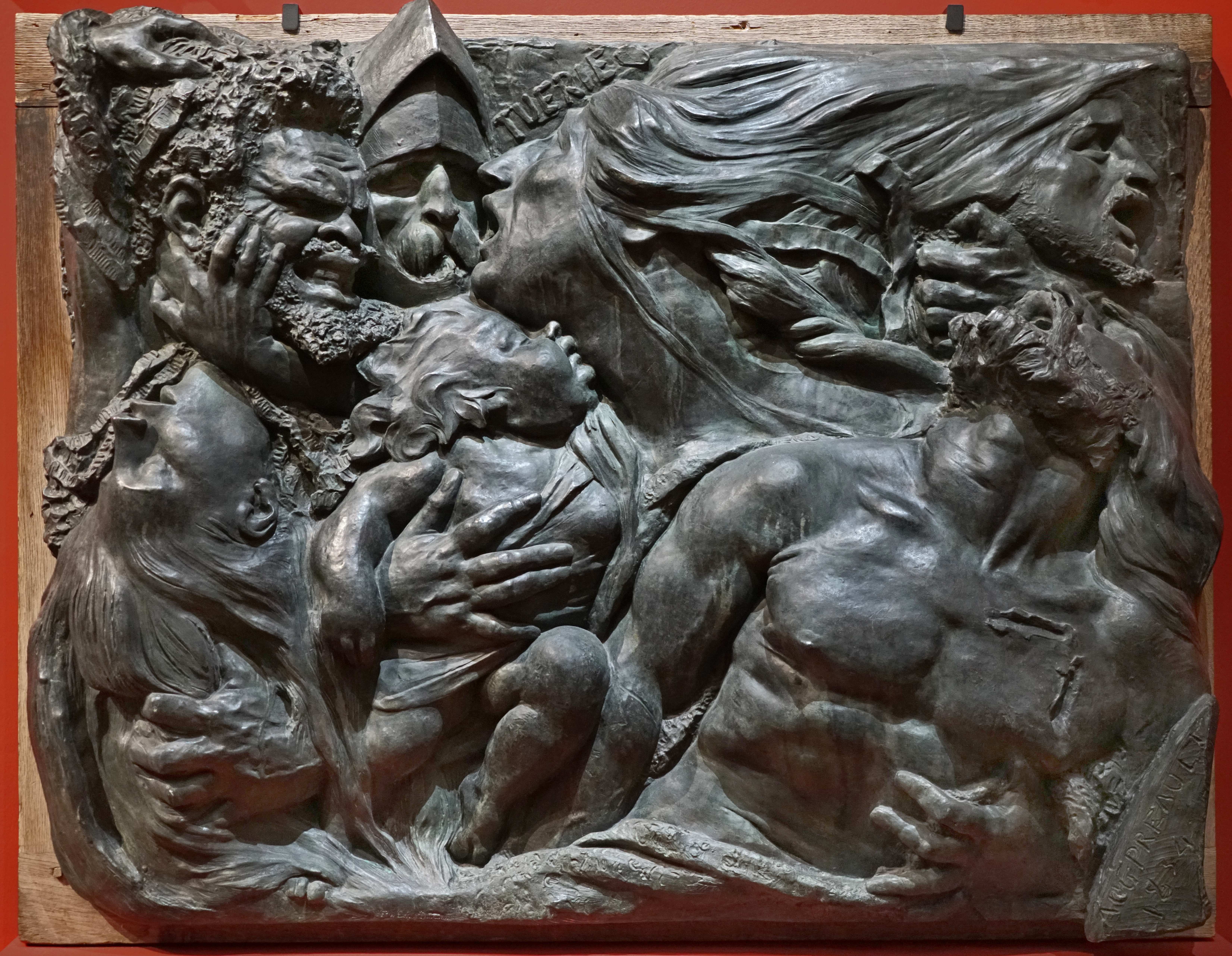
Auguste Préault, Tuerie (1834), Museo de Bellas Artes de Chartres
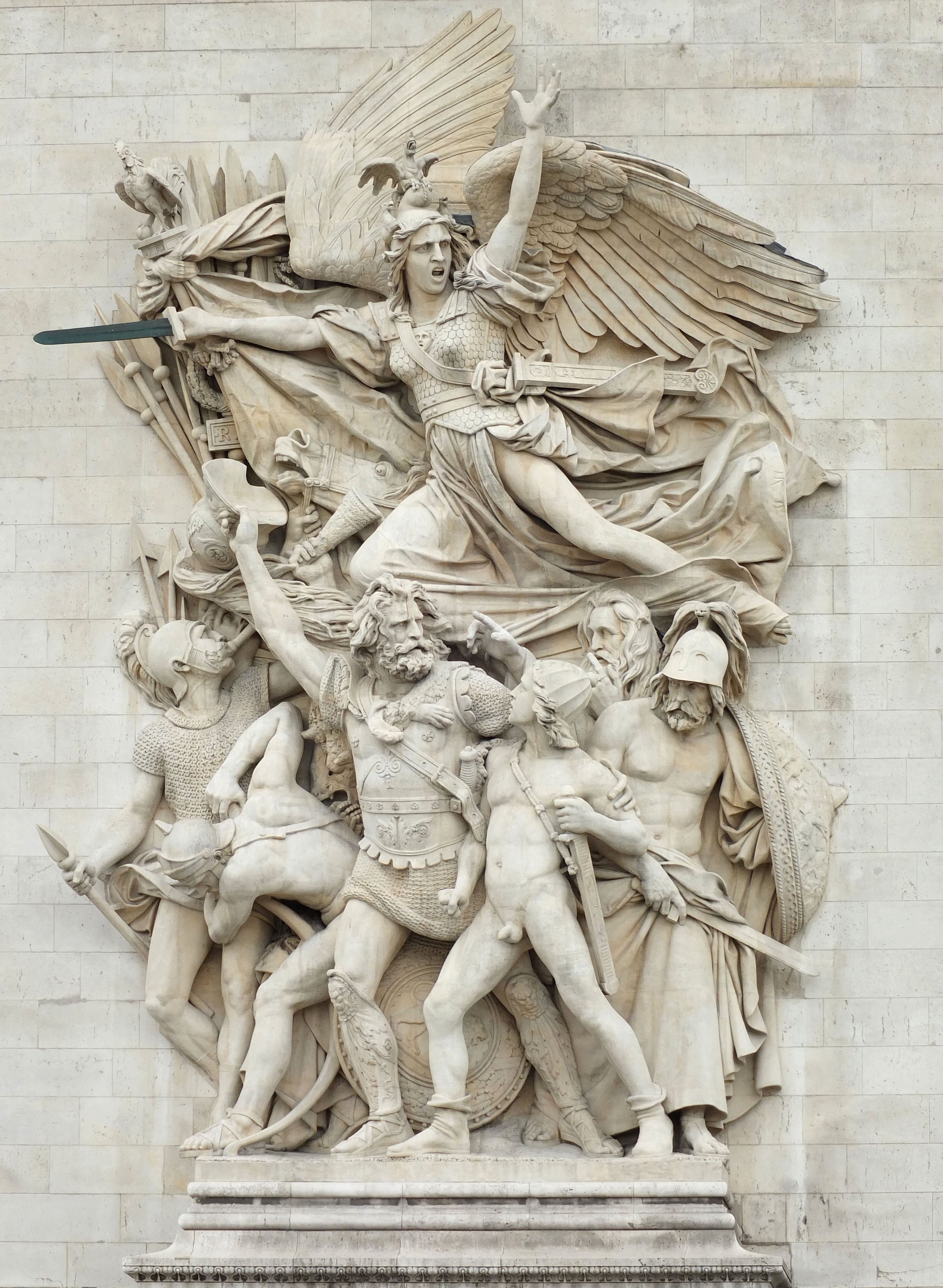
François Rude, Le Départ des volontaires de 1792 [La salida de los voluntarios de 1792] (1836), Paris, Arco de Triunfo

### Eclecticismo
El eclecticismo fue el estilo en boga bajo el Segundo Imperio y la Tercera República. Al igual que en la arquitectura, se caracterizó por el préstamo de diferentes estilos del pasado, de la Edad Media, del Renacimiento, del neoclasicismo, del neobarroco. Su representante más famoso fue Jean-Baptiste Carpeaux, que sintetizó el espíritu renacentista y el espíritu neobarroco y cuyo primer testimonio es su Pêcheur à la coquille [Pescador con concha]. Su grupo La Danse destinado a la fachada de la ópera Garnier, por su naturalismo causó escándalo, y fue considerado indecente. Charles Cordier con sus bustos orientalistas quiso presentar un «estudio de las razas» haciendo retratos de personas de Sudán o Darfur.

Obras eclécticas
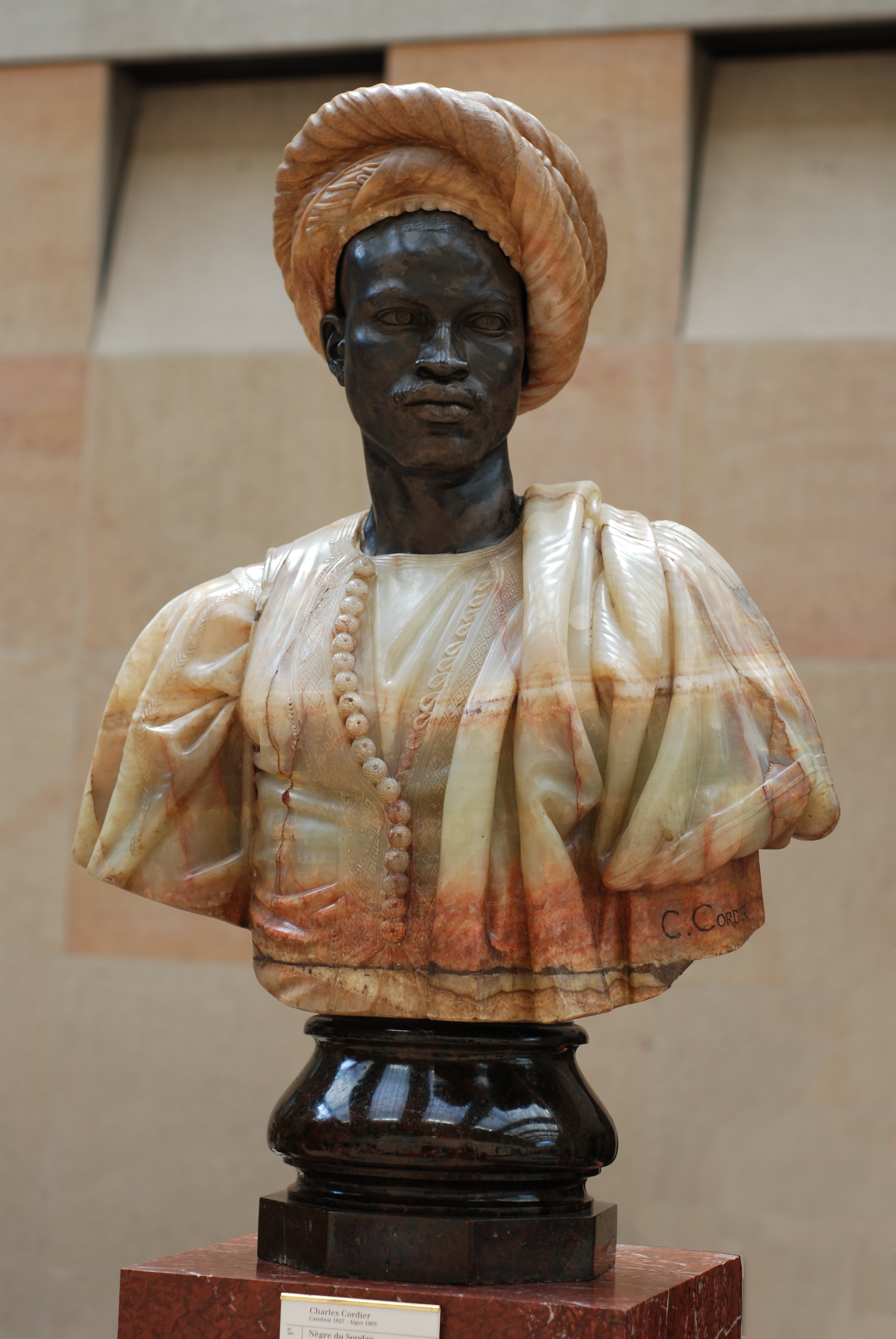
Charles Cordier, Nègre du Soudan [Negro de Sudán] (1857), París, museo de Orsay
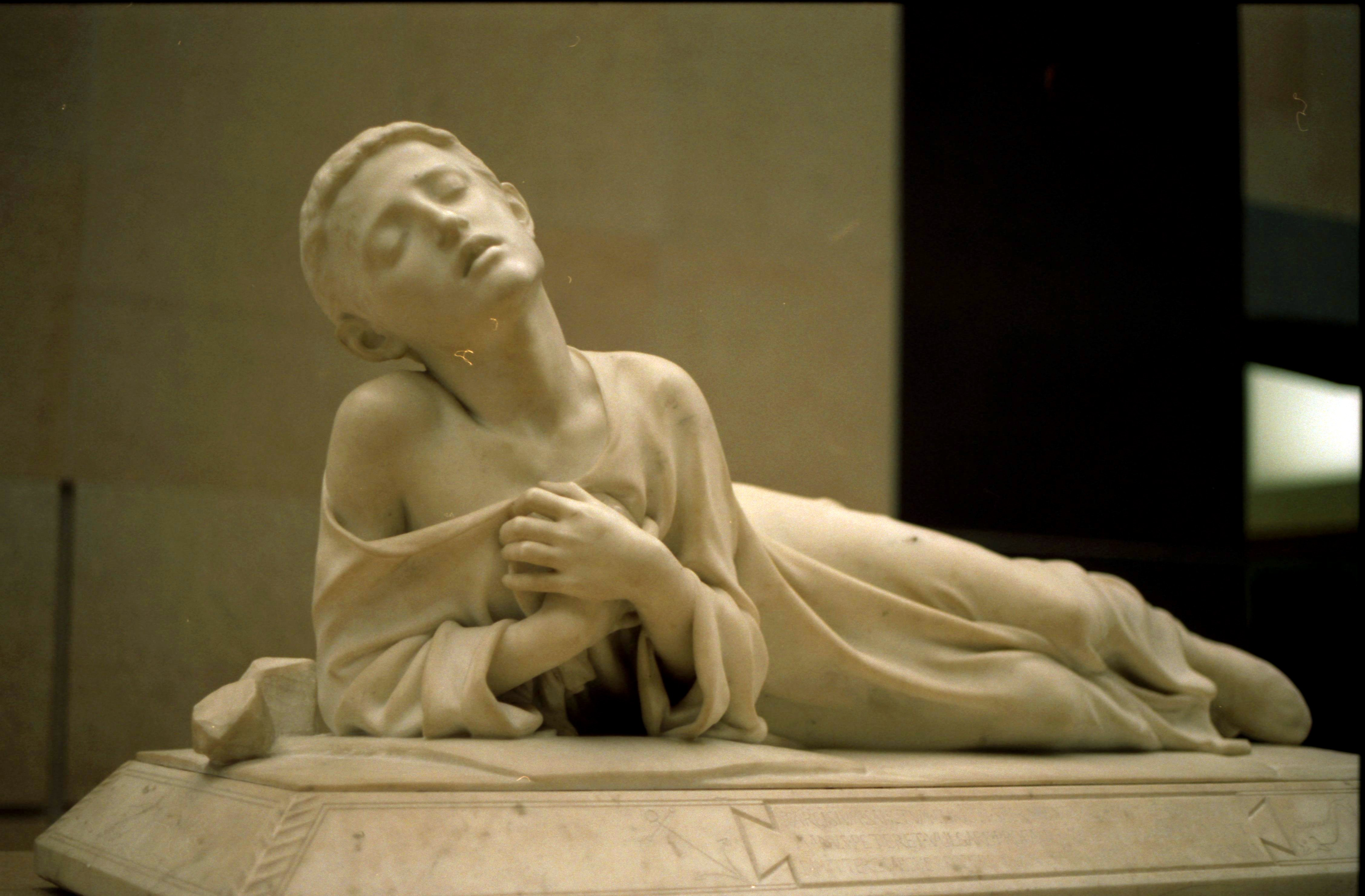
Alexandre Falguière, Tarsisius, martyr chrétien [Tarsisius, mártir cristiano] (1868), París, museo de Orsay
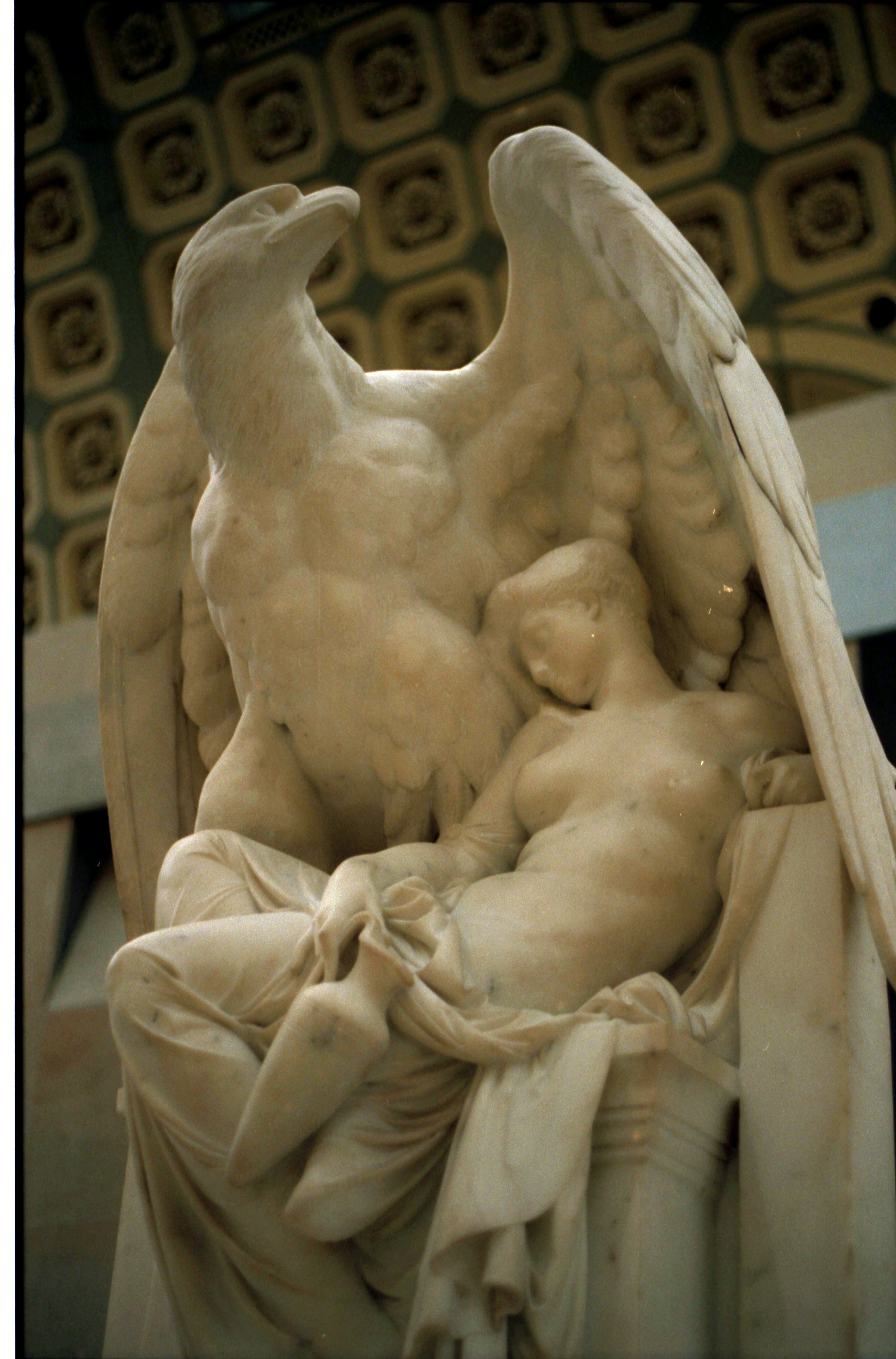
Albert-Ernest Carrier-Belleuse, Hébé endormie (1869), París, museo de Orsay
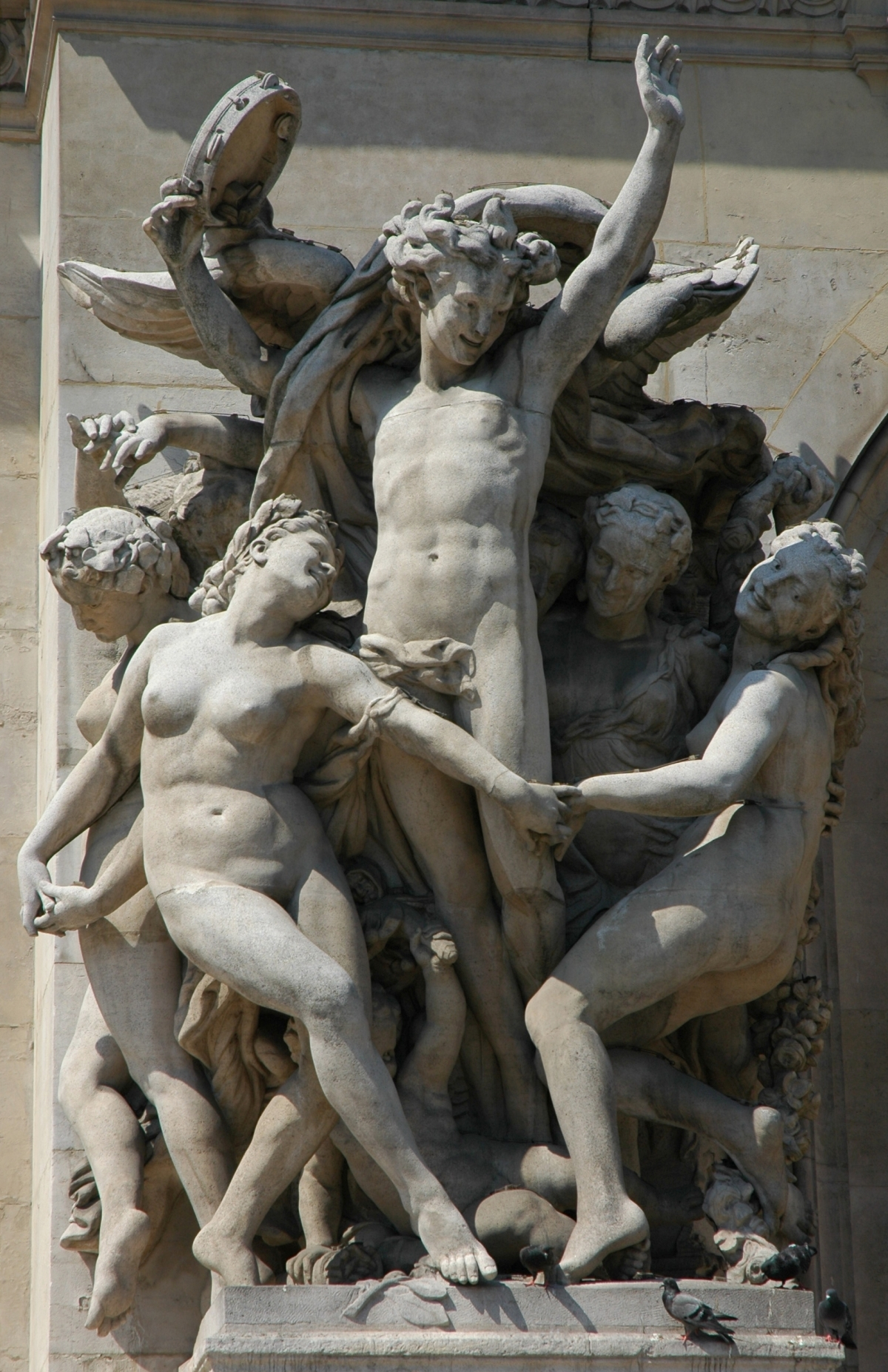
Jean-Baptiste Carpeaux, La Danse (1874), París, ópera Garnier.
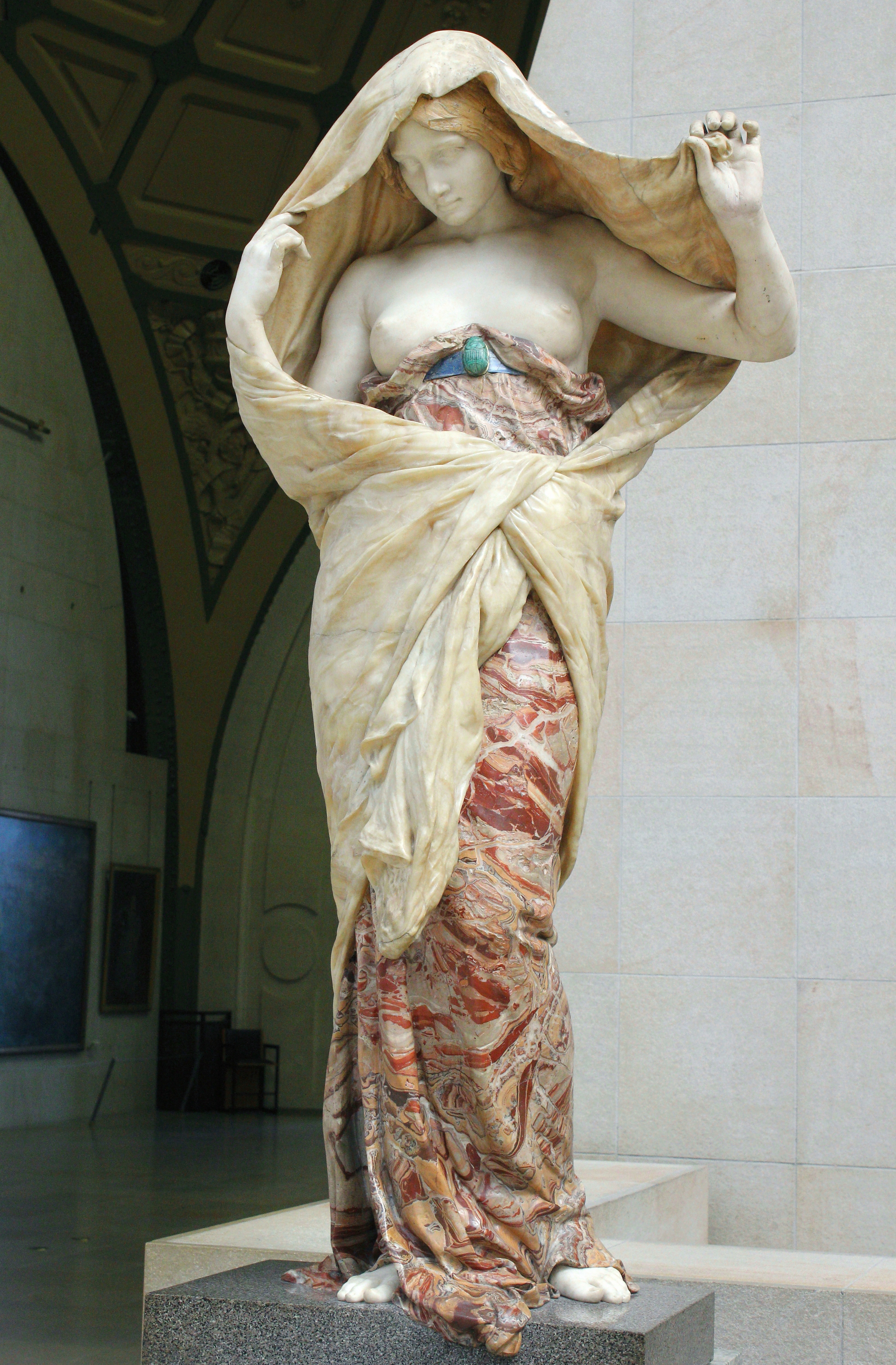
Louis-Ernest Barrias, la Nature se dévoilant à la Science [La naturaleza se transforma en ciencia] (1899), París, museo de Orsay

### Academicismo
Adaptada a la estatuaria monumental y a la decoración arquitectónica, la escultura académica se caracterizó por la elección de temas alegóricos y patrióticos, y cuyo estilo está cerca del neoclasicismo tardío. Henri Chapu, alumno de Pradier, es representativo del academicismo alegórico. Otro representante de esta tendencia, Georges Récipon, cuya cuadriga l'Harmonie triomphant de la discorde [La Armonía triunfa sobre la discordia] del Grand Palais también es característica del movimiento neobarroco.
La llamada corriente neo-florentina, que apareció en la década de 1860 y creó una escultura académica graciosa, refinada y en el canon elegante, fue encarnada por Paul Dubois y los tolosanos Alexandre Falguière, Antonin Mercié y Laurent Marqueste.
Nacido en Colmar y marcado por la guerra franco-prusiana, Frédéric-Auguste Bartholdi produjo una estatuaria dedicada a temas patrióticos, Le Lion de Belfort [El león de Belfort] y Vercingétorix de Clermont-Ferrand. Se volvió universalmente famoso con la Statue de la Liberté [Estatua de la Libertad]. Otros escultores de monumentos patrióticos, Georges Diebolt, creador del Zouave y del Grenadier del puente del Alma, y Emmanuel Frémiet, escultor de la Jeanne d'Arc de la plaza de las Pirámides, de la Statue équestre de Napoléon [Estatua ecuestre de Napoleón], en Laffrey, y la Statue équestre de Duguesclin [Estatua ecuestre de Duguesclin] en Dinan.
Jean-Léon Gérôme fue uno de los pintores académicos (con Ernest Meissonier), que también se acercó a la escultura. Sus obras de inspiración antigua u orientalistas, para algunos de ellas, usan la policromía (La Joueuse de boules, Buste de Sarah Bernhardt).

Obras academicistas
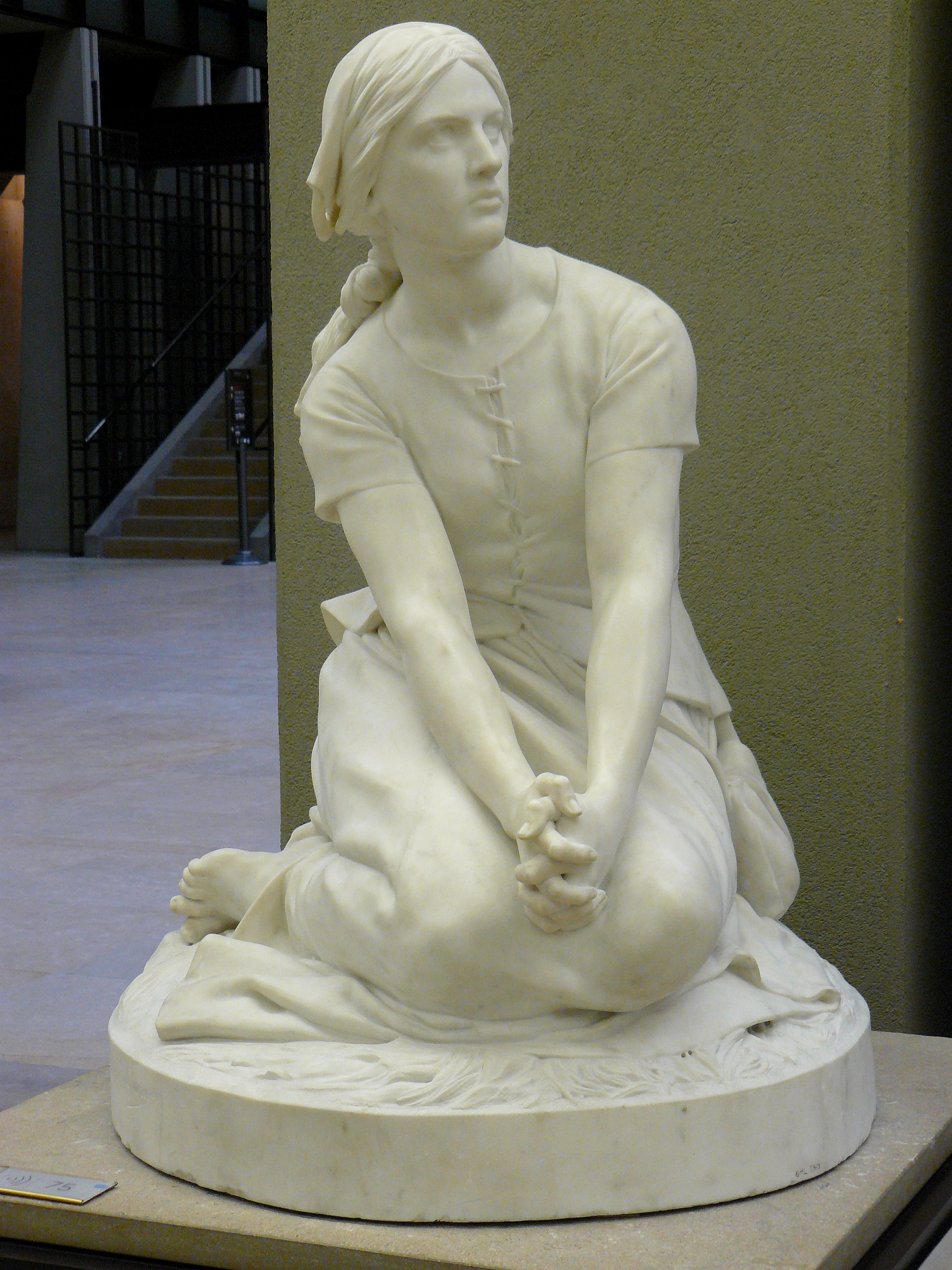
Henri Chapu, Jeanne d'Arc (1872), París, museo de Orsay
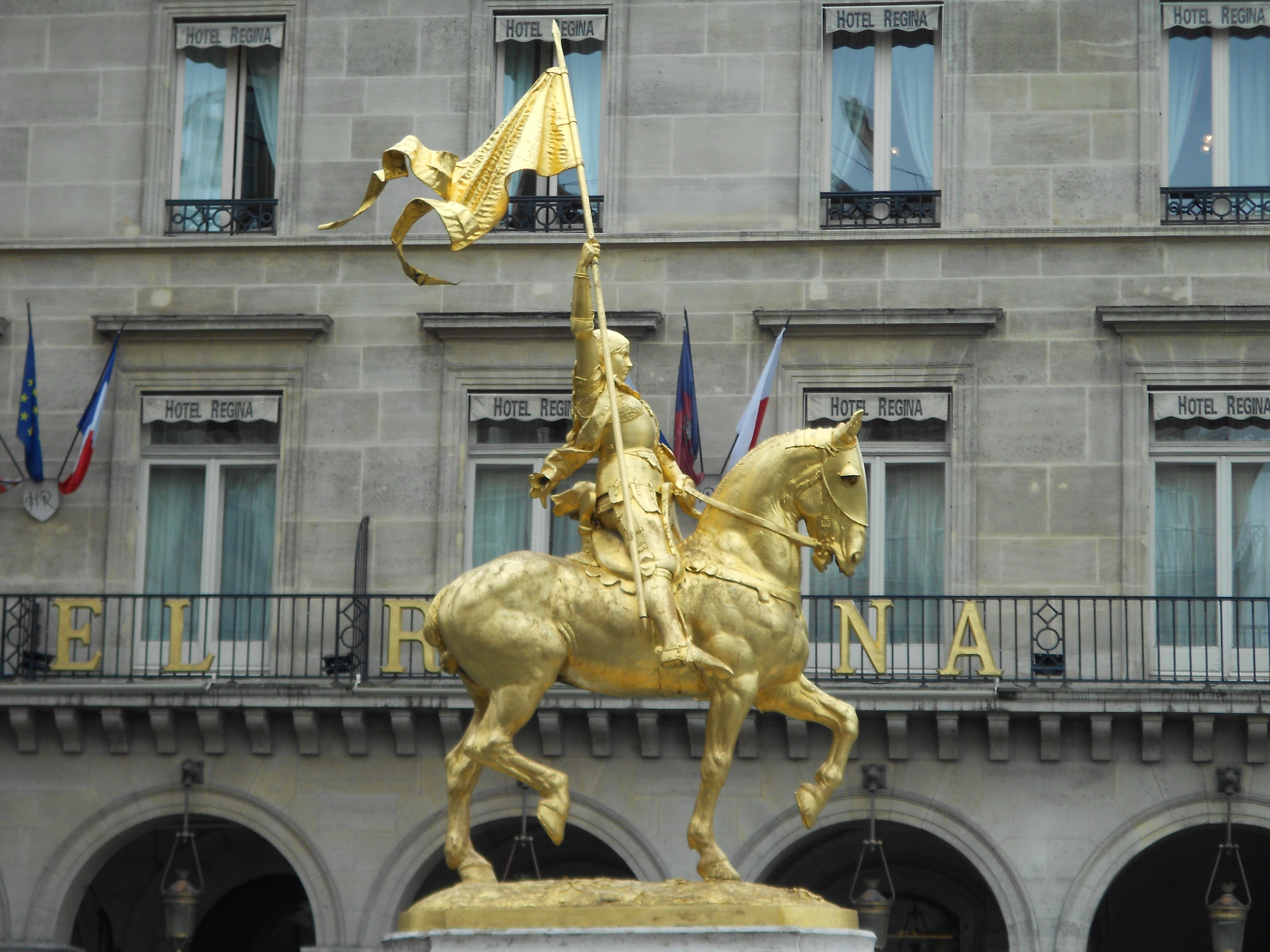
Emmanuel Frémiet, Monument à Jeanne d'Arc (1874), París, place des Pyramides
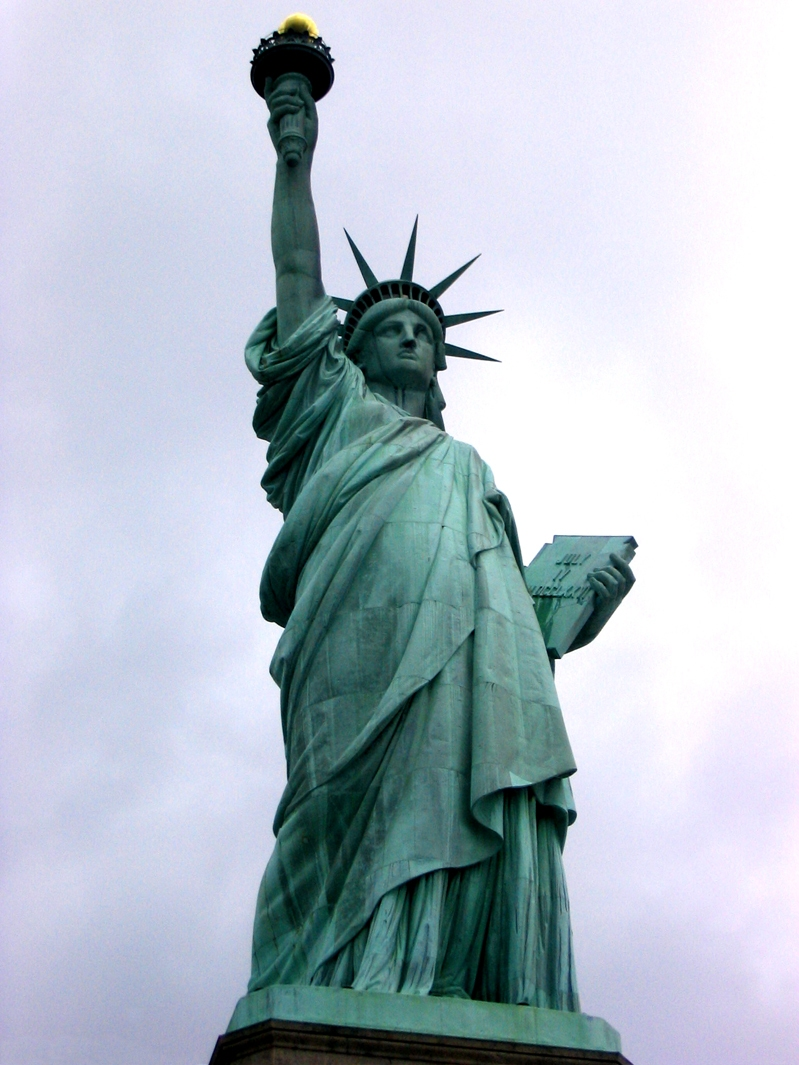
Auguste Bartholdi, Statue de la liberté [Estatua de la Libertad] (1886), Nueva York
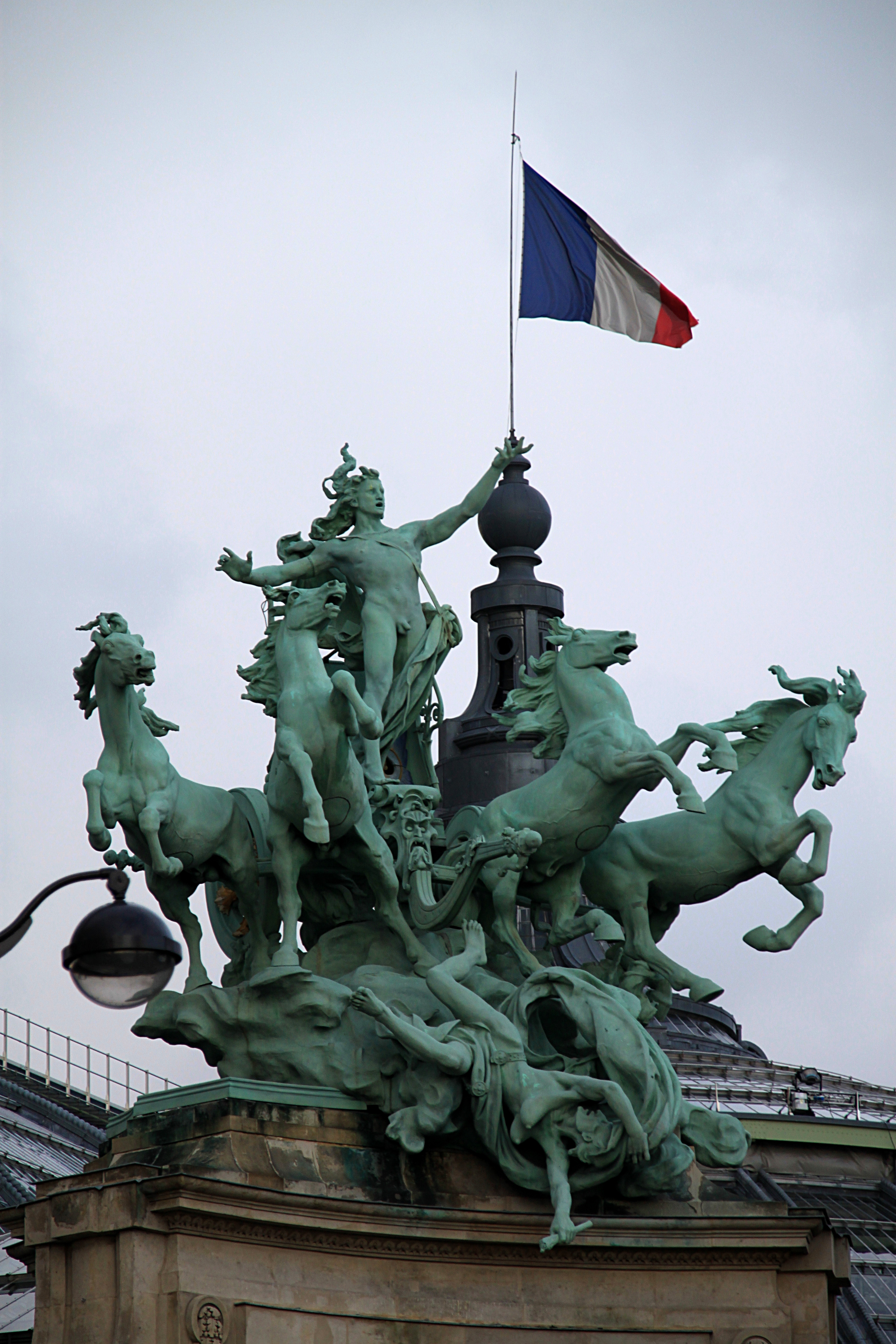
Georges Récipon, l'Harmonie triomphant de la discorde (1900), Paris, Grand Palais
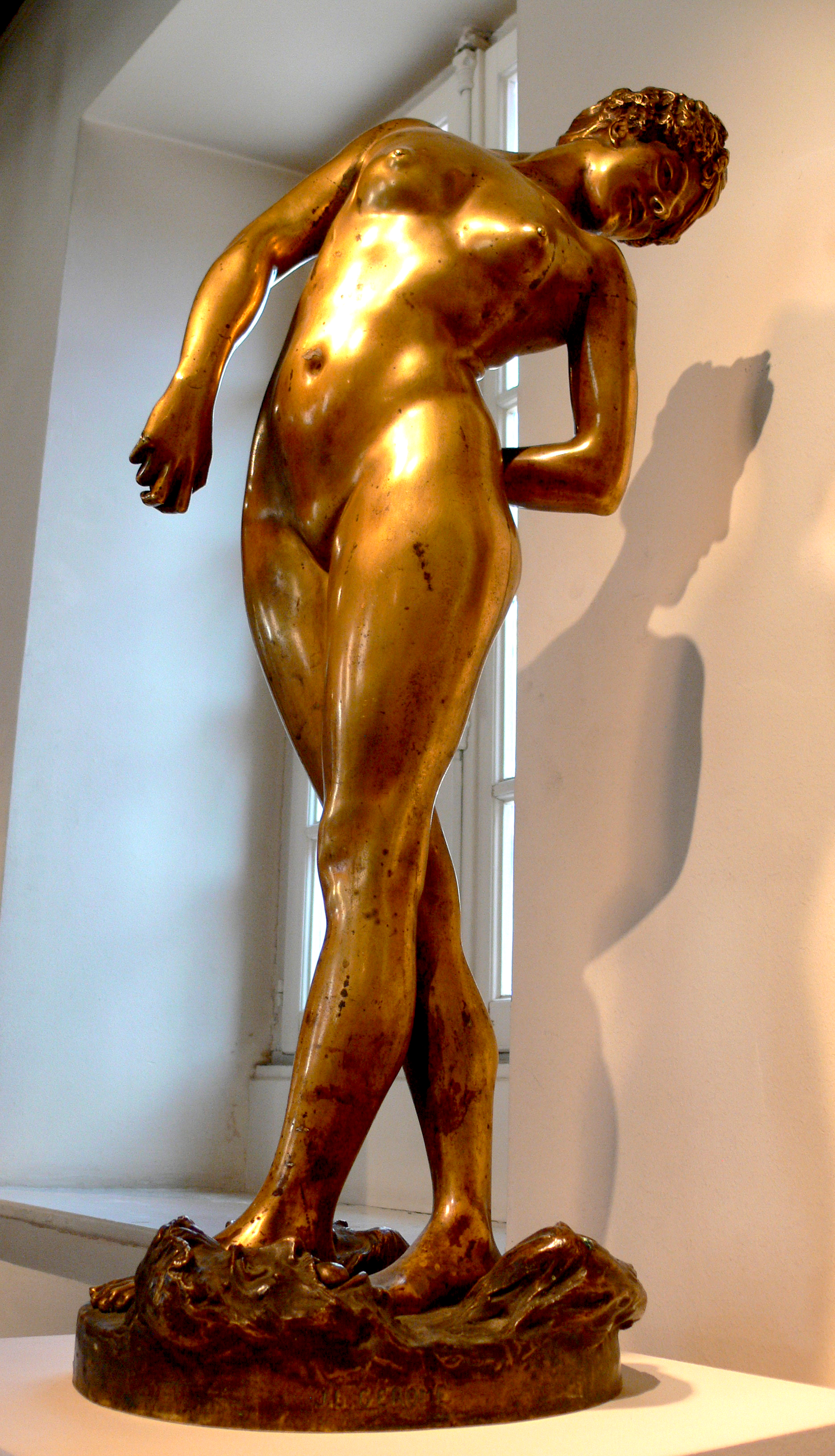
Jean-Léon Gérôme, la Joueuse de boule (1902), Vesoul, museo Georges-Garret

### Realismo
El caricaturista y pintor Honoré Daumier con los Célébrités du Juste Milieu serie de bustos de tierra cruda que representan a las figuras políticas de la monarquía de julio, y Ratapoil, estatuilla anti-bonapartista de 1851, prefigura el realismo en la escultura.
En 1847, Auguste Clésingerr fue noticia al exponer en el Salón su Femme piquée par un serpent [Mujer picada por una serpiente]. El arte de este escultor estaba en línea con el romanticismo tardío, pero el tratamiento intransigentemente realista del cuerpo representado en todos sus detalles, yendo hasta el punto de reproducir la celulitis en la parte superior de los muslos, que había obtenido mediante un moldeado directo del cuerpo de la modelo Apollonie Sabatier, demi-mondaine a la vista en la sociedad de la época. El realismo de la escultura, la técnica utilizada y la identidad de la modelo contribuyeron al escándalo de la obra.
El principal representante de la escultura realista fue Jules Dalou con obras monumentales sobre el mundo laboral donde testimonió sus compromisos republicanos y comuneros. Dejó muchos estudios para un proyecto del inacabado Monument aux Travailleurs [Monumento a los Trabajadores] (musée du Petit Palais y museo de Orsay) que rinde homenaje al mundo del trabajo y al campesinado. Otro escultor representante de esta corriente, el belga Constantin Meunier, cuya mayor parte de su carrera se desarrolló en Bélgica, se dio a conocer en París al exhibir en el Salón de 1886 su Marteleur. Su bajorrelieve La Glèbe entró en las colecciones del Museo de Luxemburgo en 1892, y también él dejó un Monument au Travail póstumo.

Obras realistas
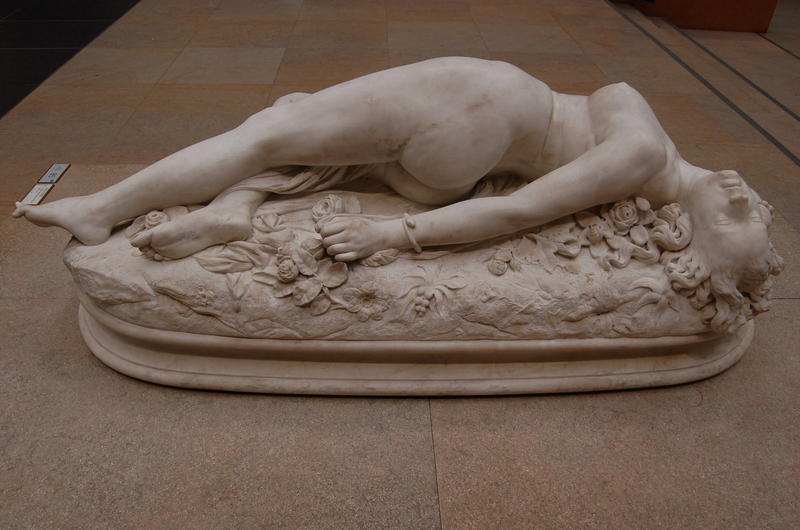
Auguste Clésinger, Femme piquée par un serpent [Mujer picada por una serpiente] (1847), París, museo de Orsay
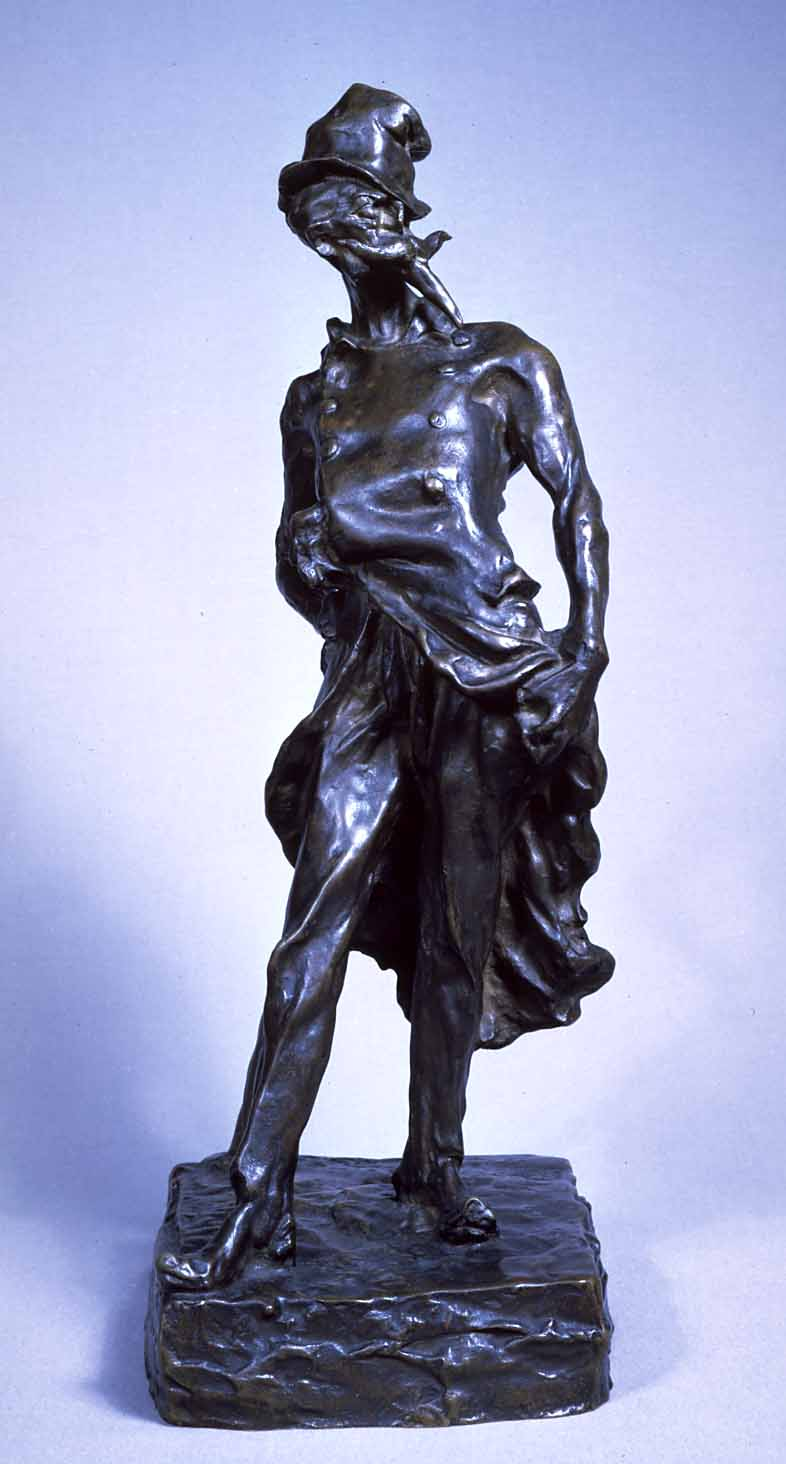
Honoré Daumier, Ratapoil (1850-1851), Baltimore, Walters Art Museum
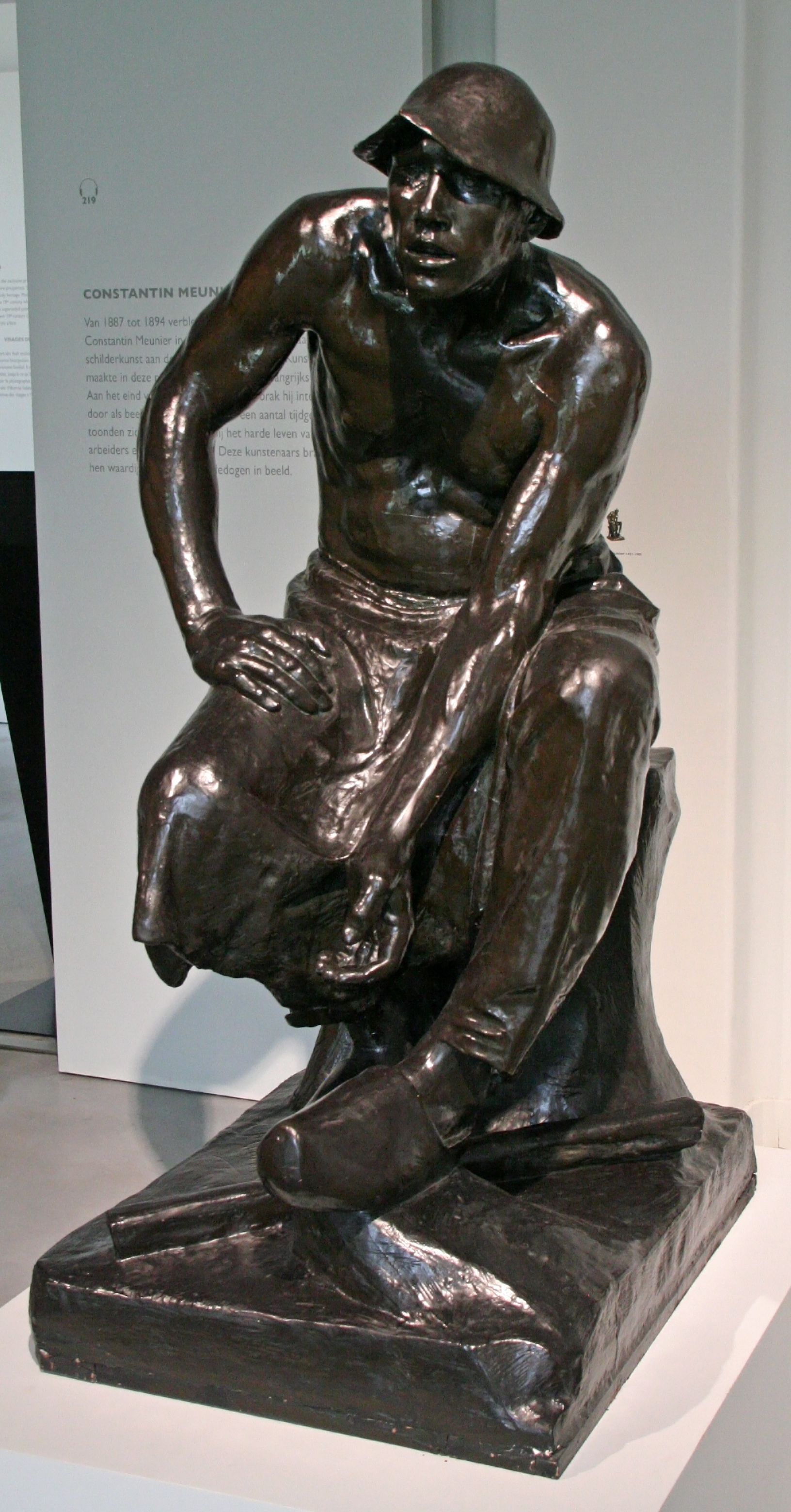
Constantin Meunier, Le Puddler (1886), Lovaina, museo M
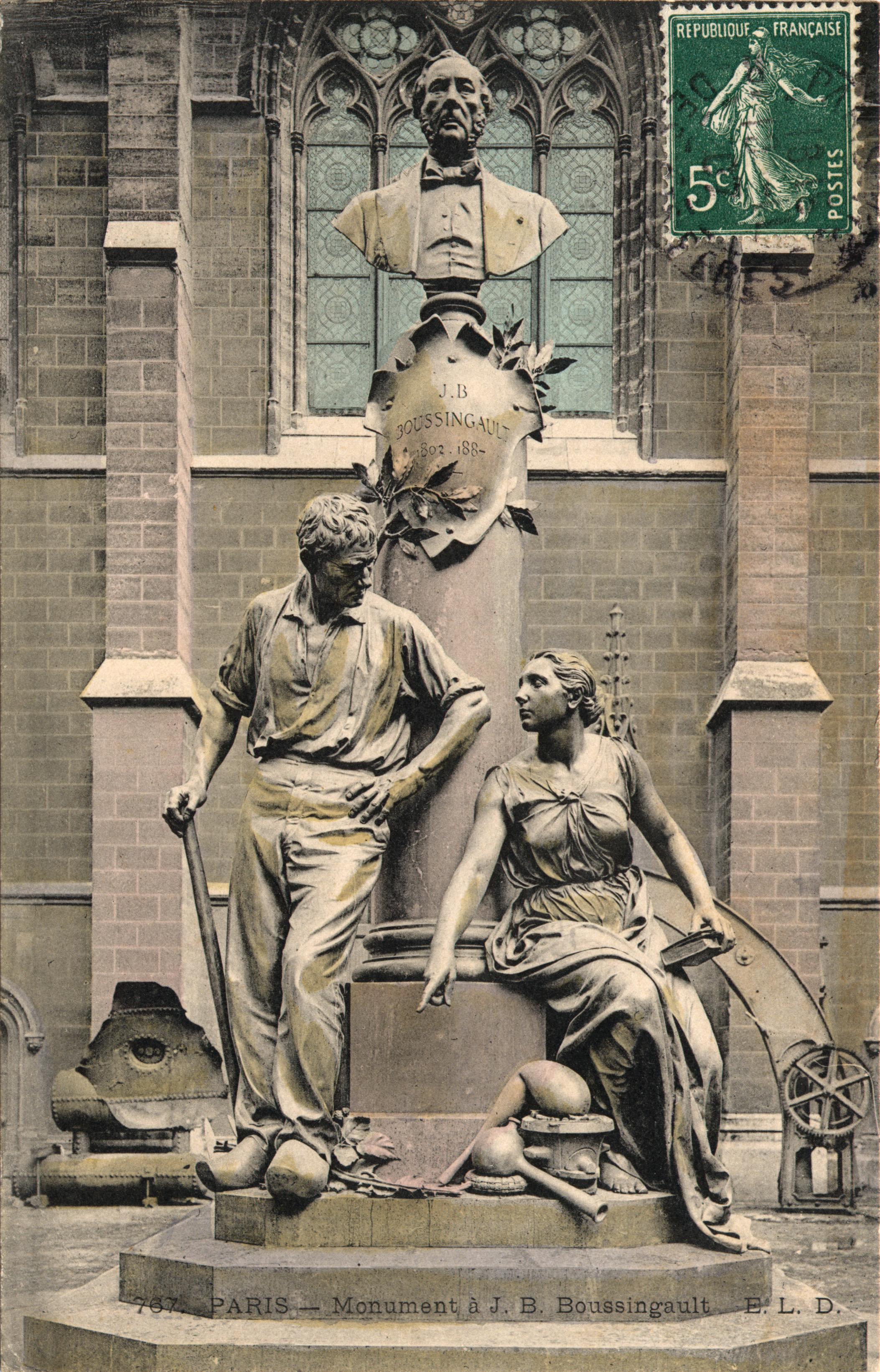
Jules Dalou, Monument à Boussingault [Monumento a Boussingault] (1895), La Plaine Saint-Denis, Conservatoire National des Arts et Métiers

### Impresionismo en escultura
El impresionismo, corriente esencialmente pictórica, encontró equivalencias en la escultura, por la técnica del modelado y el tratamiento espontáneo de las superficies. Dos artistas llegados de la pintura representan esta tendencia en escultura, Edgar Degas y Auguste Renoir. Degas generó controversia con su La Petite Danseuse de quatorze ans [La pequeña bailarina de catorce años] cuyo realismo sorprendió a sus contemporáneos. Única escultura destinada a ser expuesta, dejó después de su muerte una serie de ceras modeladas que representan los estudios de los movimientos, que fueron fundidas en bronce. Otro representante de esta tendencia, el italiano naturalizado francés, Medardo Rosso cuyas esculturas toman por título: Impression de femme sous un parapluie [Impresión de mujer bajo un paraguas], o Impression en omnibus [Impresión en ómnibus]. Su trabajo podría haber influido a Rodin cuando estaba trabajando en su Balzac.

Obras impresionistas
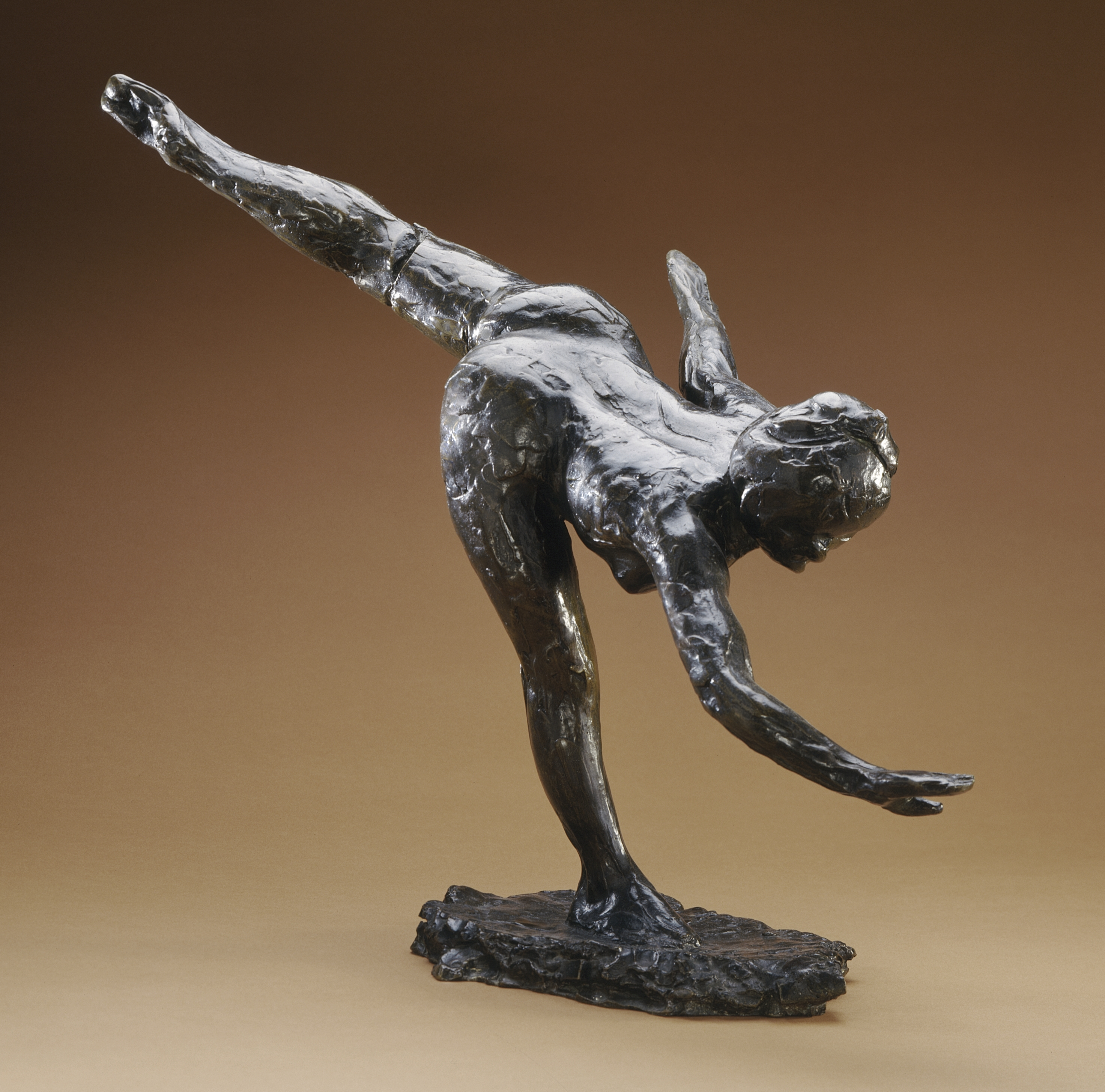
Edgar Degas, Grande arabesque, Museo de Arte del Condado de Los Ángeles
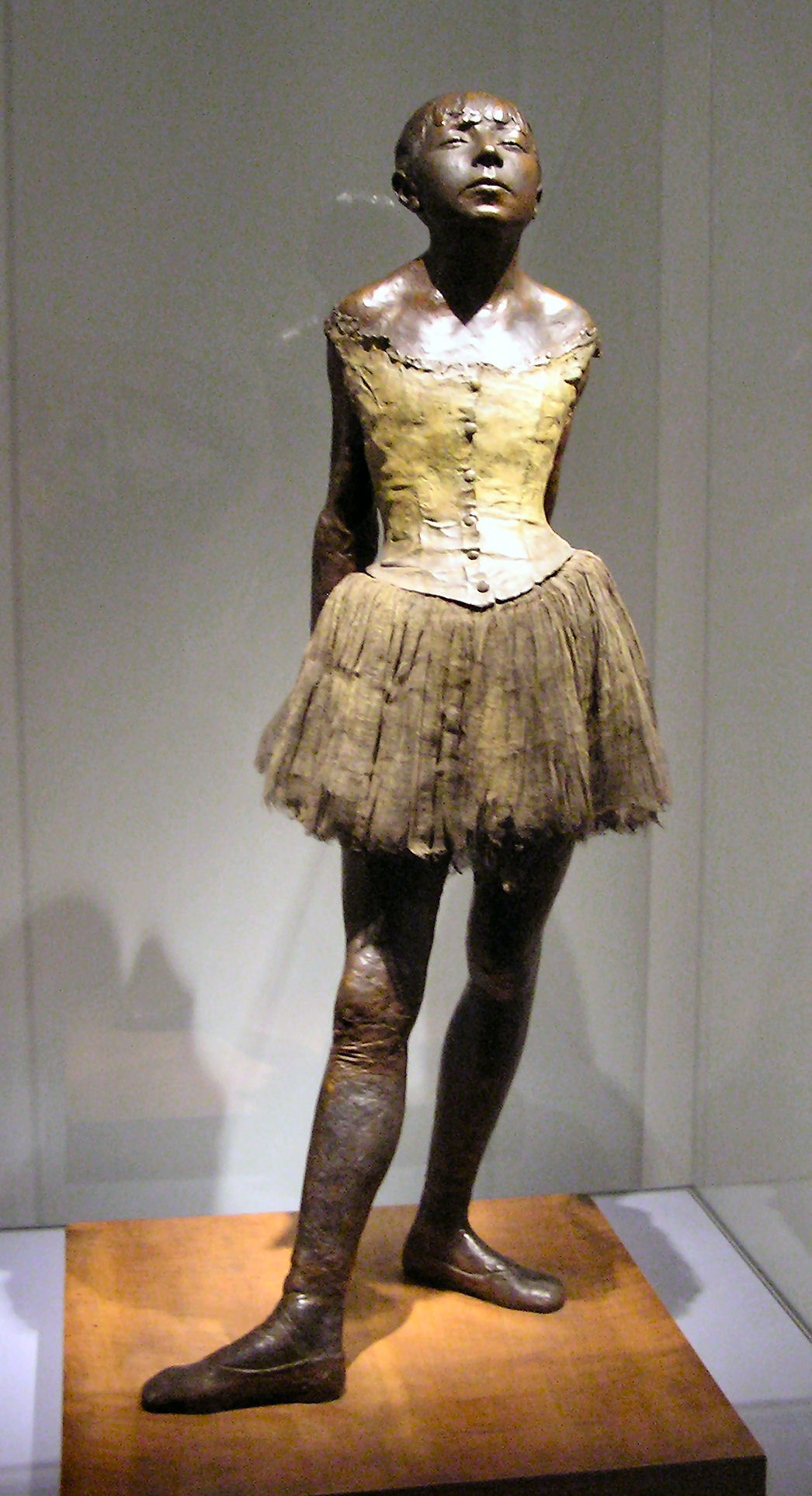
Edgar Degas, La Petite Danseuse de quatorze ans, Copenhague, Ny Carlsberg Glyptotek
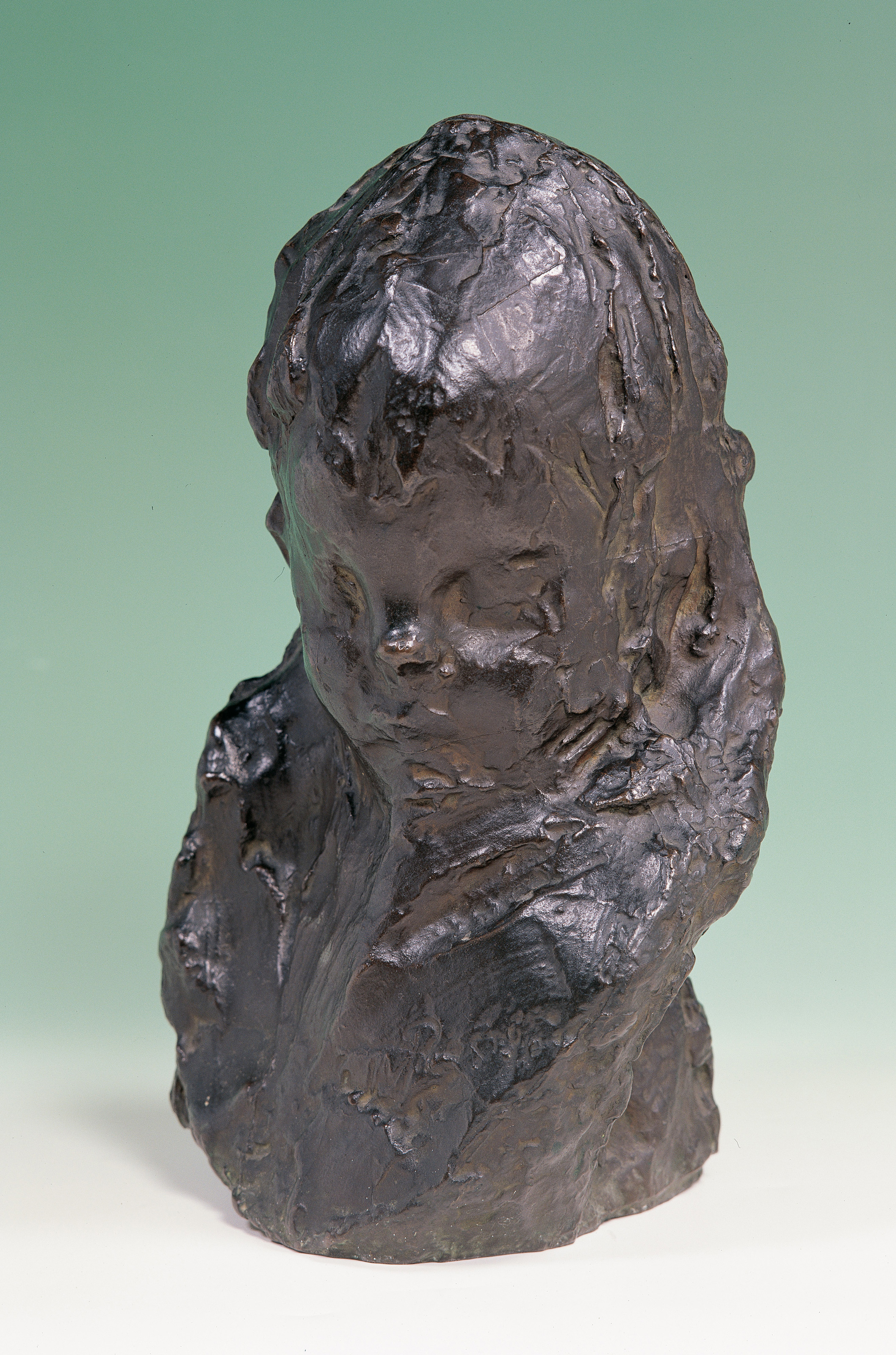
Medardo Rosso, Tête d'enfant [Cabeza de niño] (1892-1893), Buenos Aires, Museo Nacional de Bellas Artes de Argentina
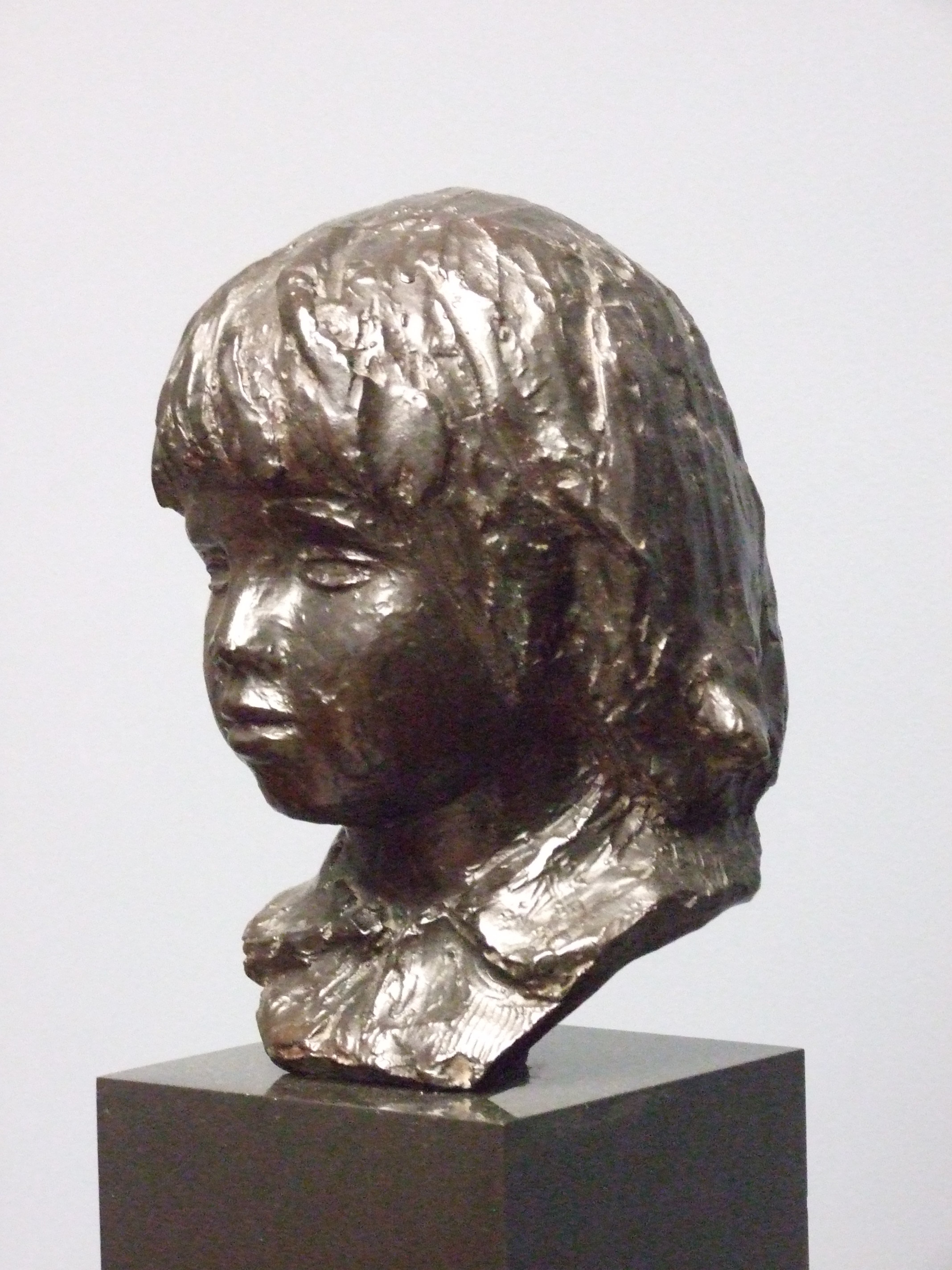
Auguste Renoir, Buste de Coco [Busto de Coco] (1908), Fráncfort del Meno, museo Städel

### Simbolismo
Corriente artística de origen literario, el simbolismo también encontró en la escultura un modo de expresión. Estilo imbuido de libertad, fue principalmente a través de los altos y bajos relieves cómo se expresó por completo. Se encuentra en particular, en los monumentos funerarios. Albert Bartholomé dejó varias obras representativas, incluido el monumento a los muertos en el cementerio del Père-Lachaise, y máscaras de bronce inspiradas en el arte japonés. Influenciado también por el arte japonés, a través de sus máscaras de cerámica, Jean Carriès marcó el Salón de 1881 con su cabeza decapitada de bronce Carlos I. Con La Porte de l'enfer Auguste Rodin, mientras tanto, realizaba el monumento del simbolismo en la escultura. Entre los otros representantes, Pierre Roche hizo la transición entre el simbolismo por sus temas, y el Art Nouveau en su estilo.

Obras simbolistas
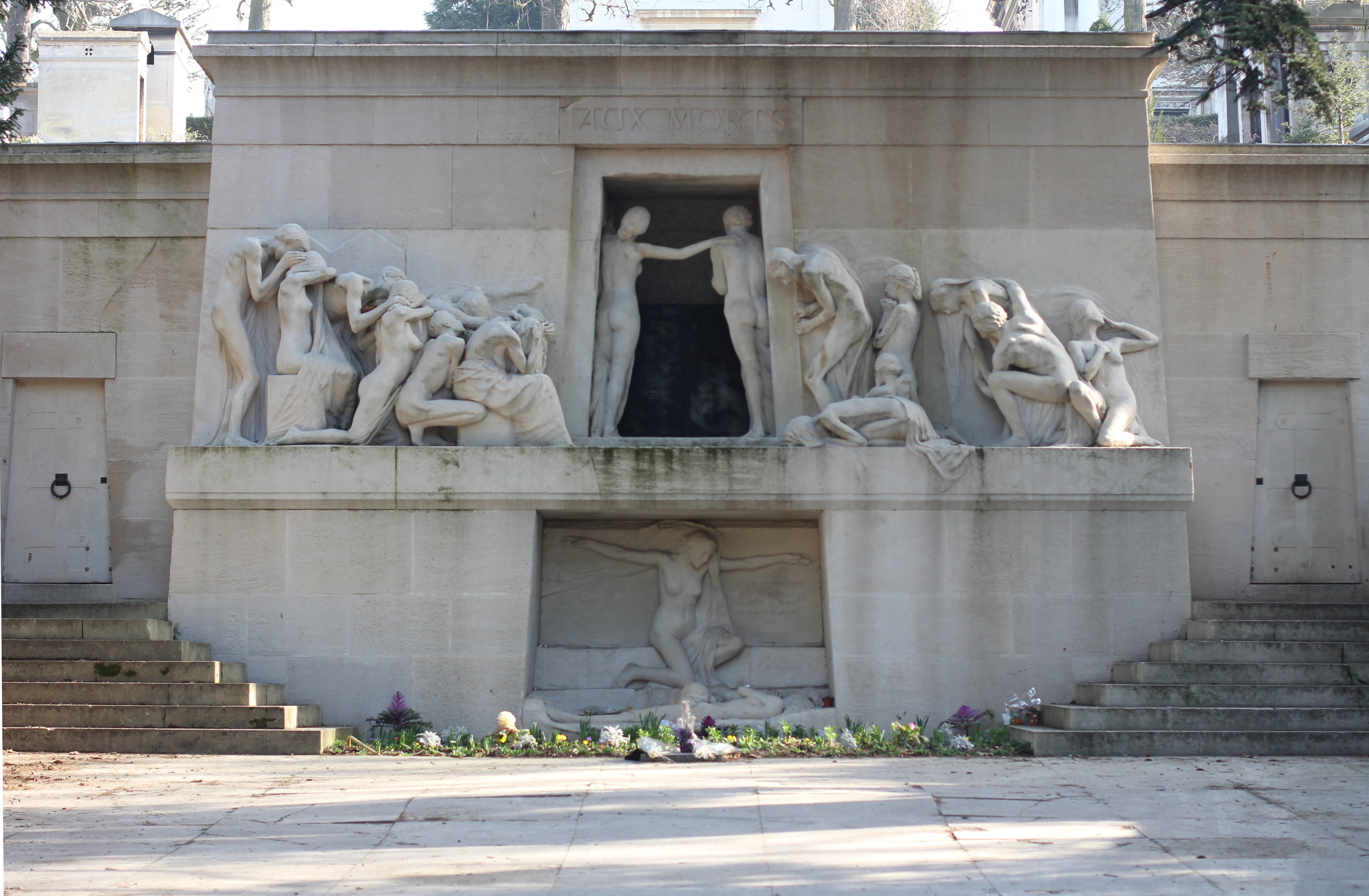
Albert Bartholomé, Monument aux morts (1899), París, cementerio del Père-Lachaise
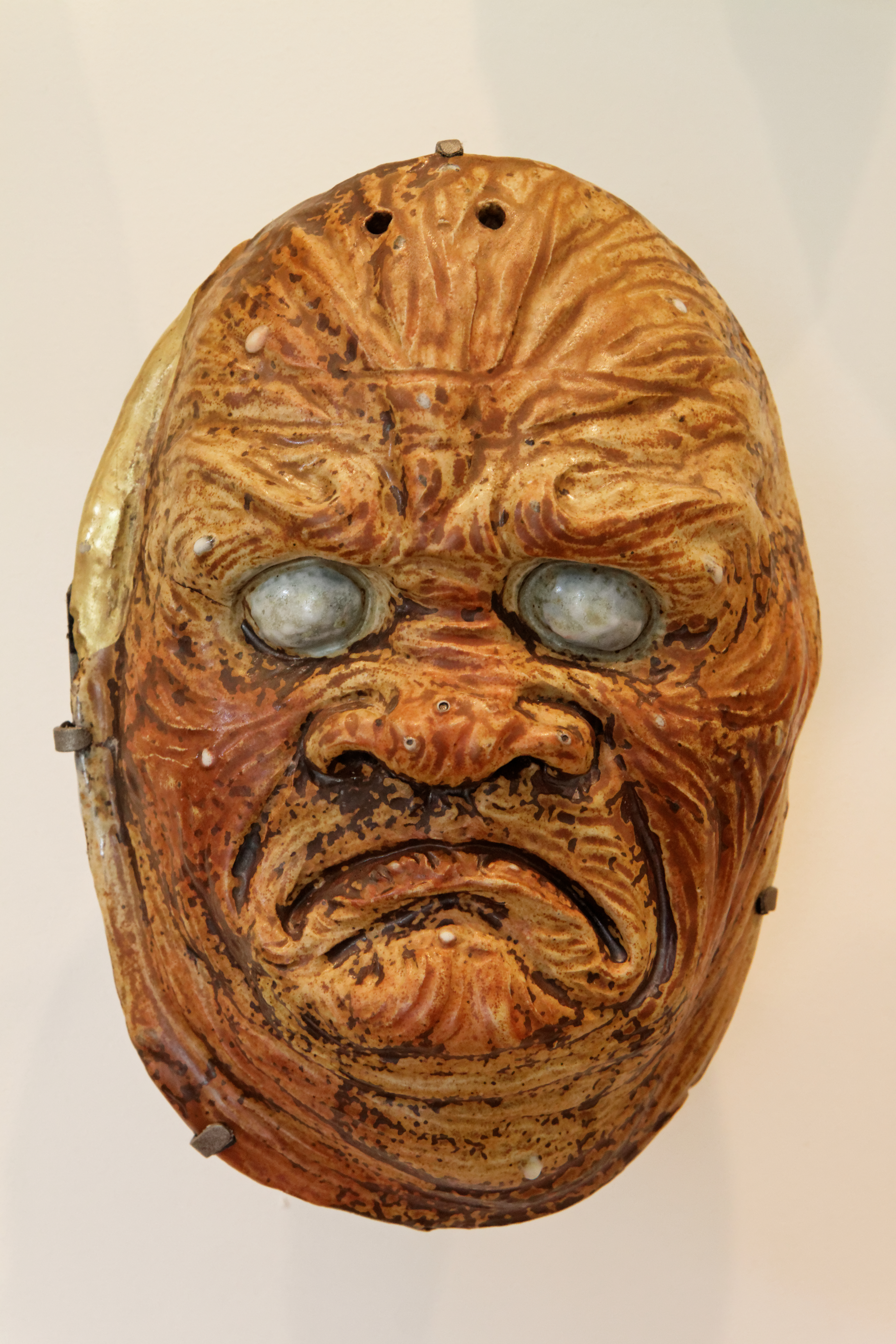
Jean Carriès, Masque d'horreur [Máscara de horror], París, Petit Palais
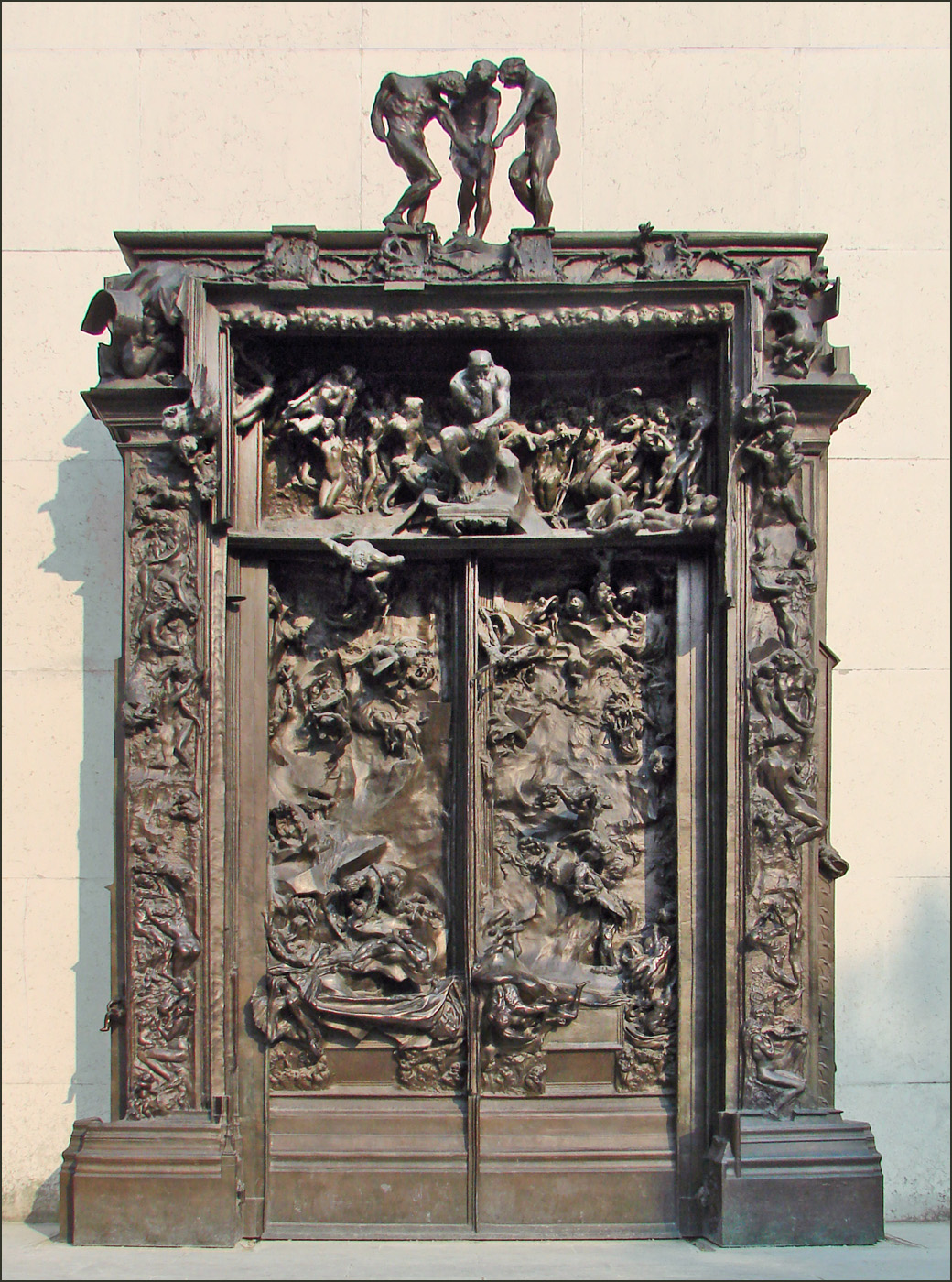
Auguste Rodin, La Porte de l'enfer [La Puerta del Infierno], París, museo Rodin
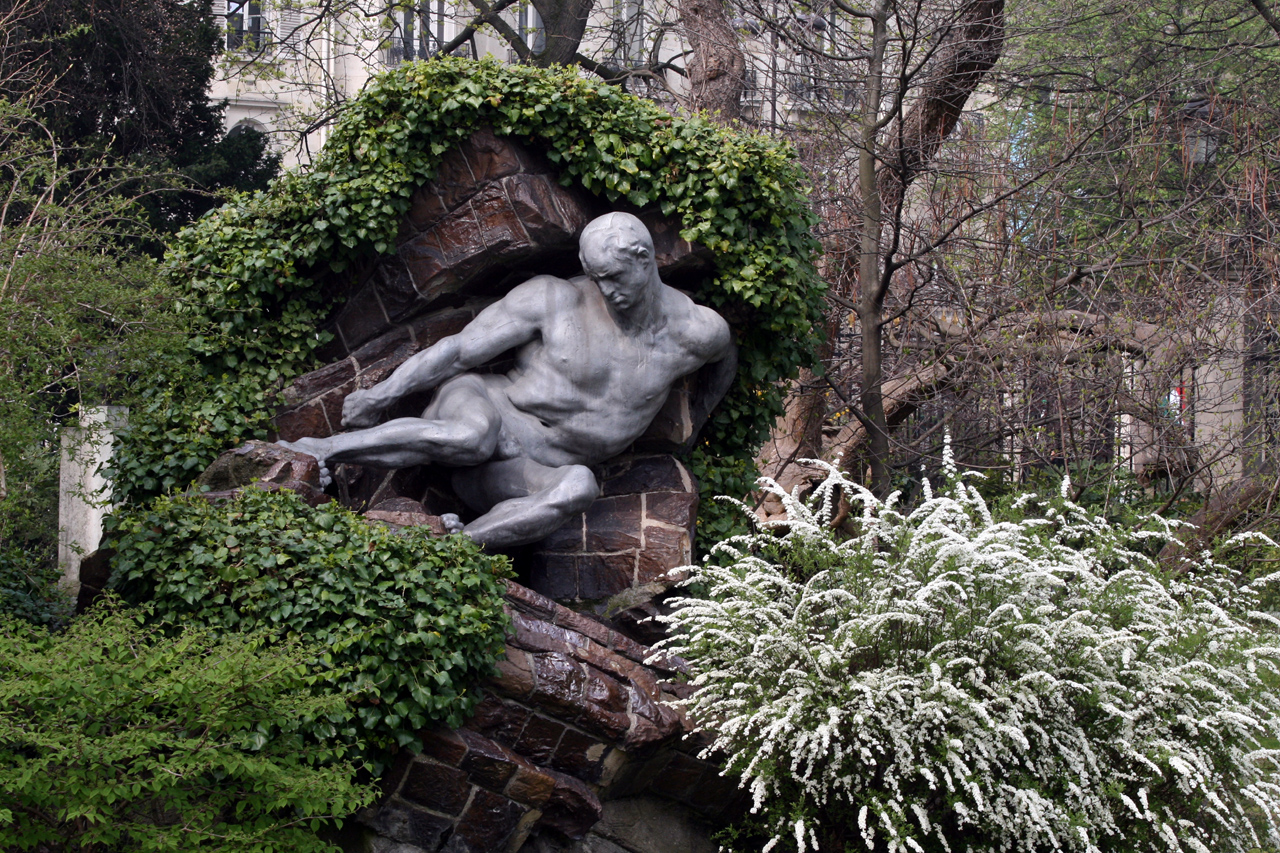
Pierre Roche, l'Effort [El Esfuerzo] (hacia 1900), París, jardín de Luxemburgo

### El Art Nouveau
El final del siglo coincide con la aparición del 'Art nouveau, cuyas principales expresiones en la escultura en Francia son principalmente decorativas, con artistas como Raoul Larche, Agathon Léonard o François-Rupert Carabin.

Obras Art Nouveau
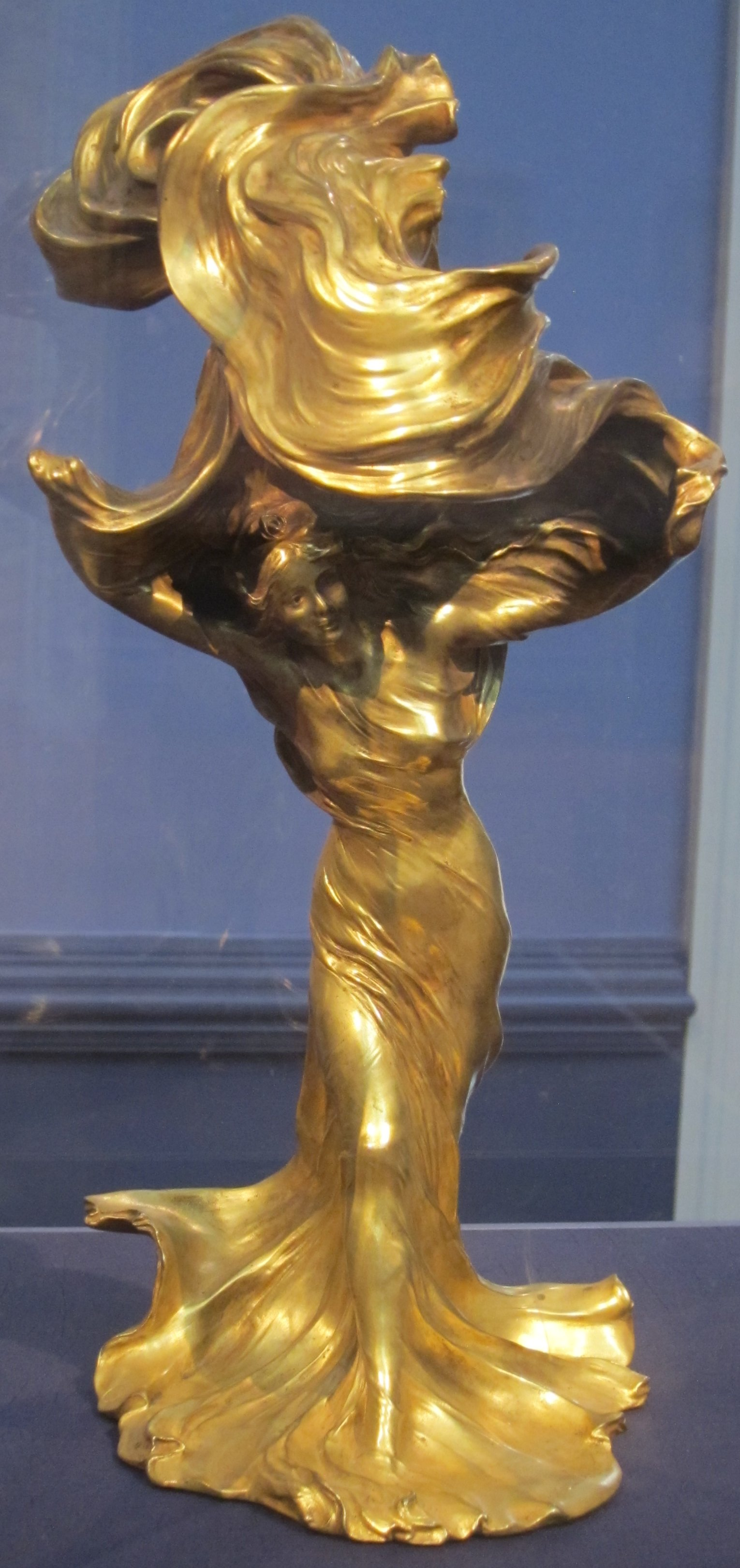
Raoul Larche, Loie Fuller (vers 1896), Dayton Art Institute
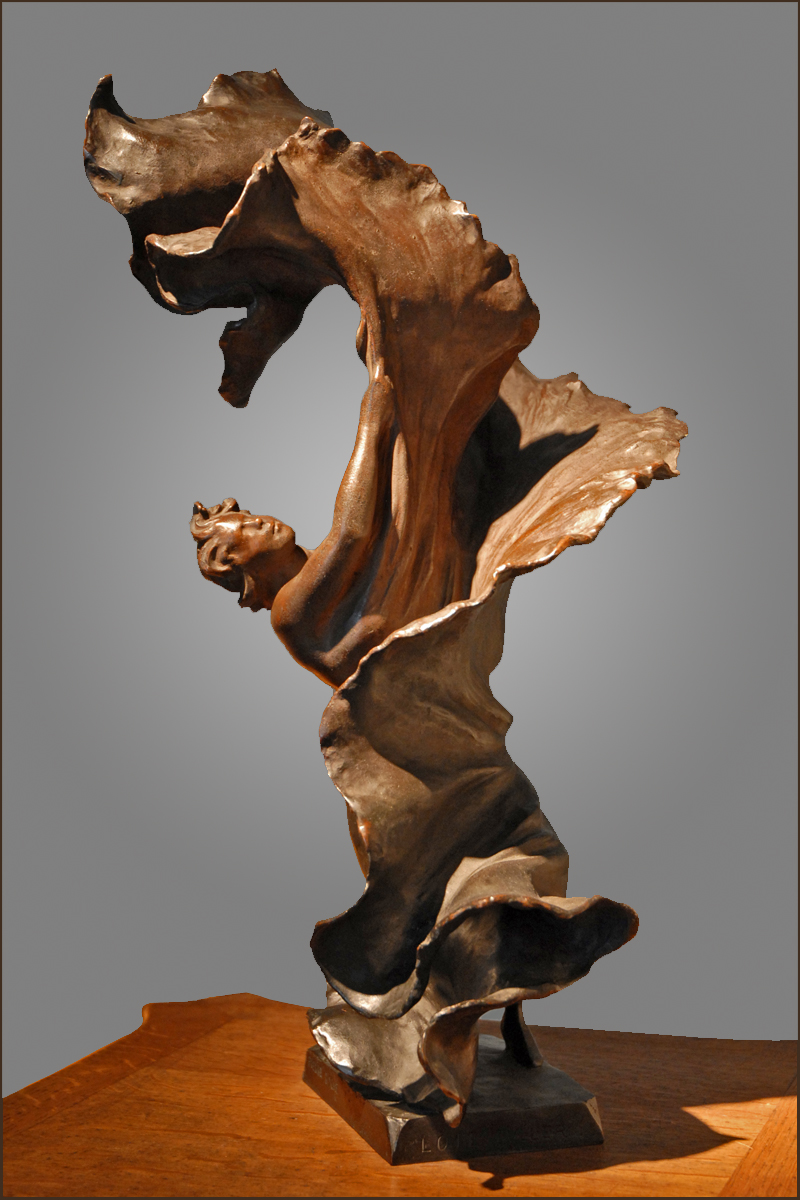
Pierre Roche, Loie Fuller (vers 1901), Museo de Artes Decorativas de París
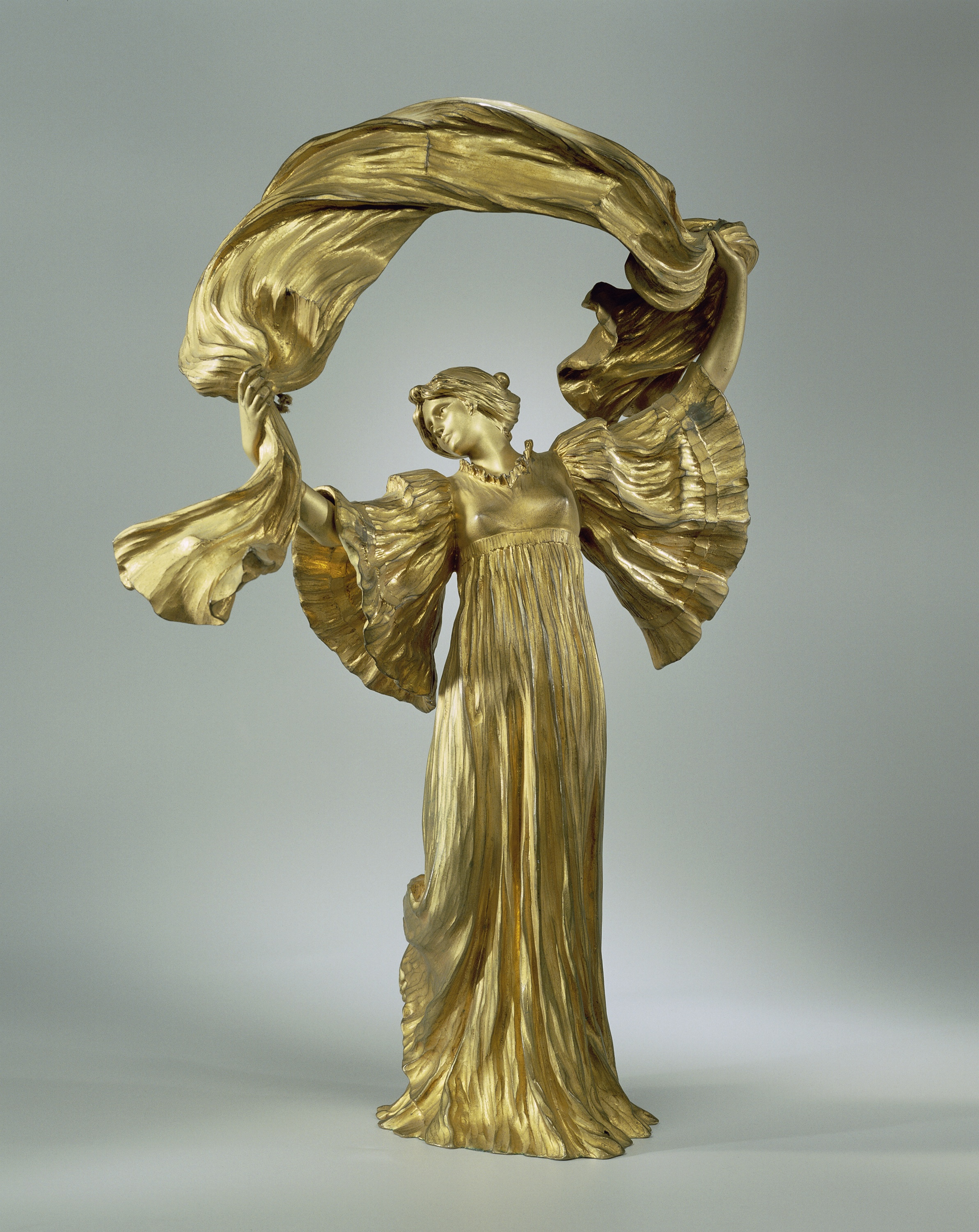
Agathon Léonard, Danseuse au foulard (vers 1900), Rijksmuseum Ámsterdam
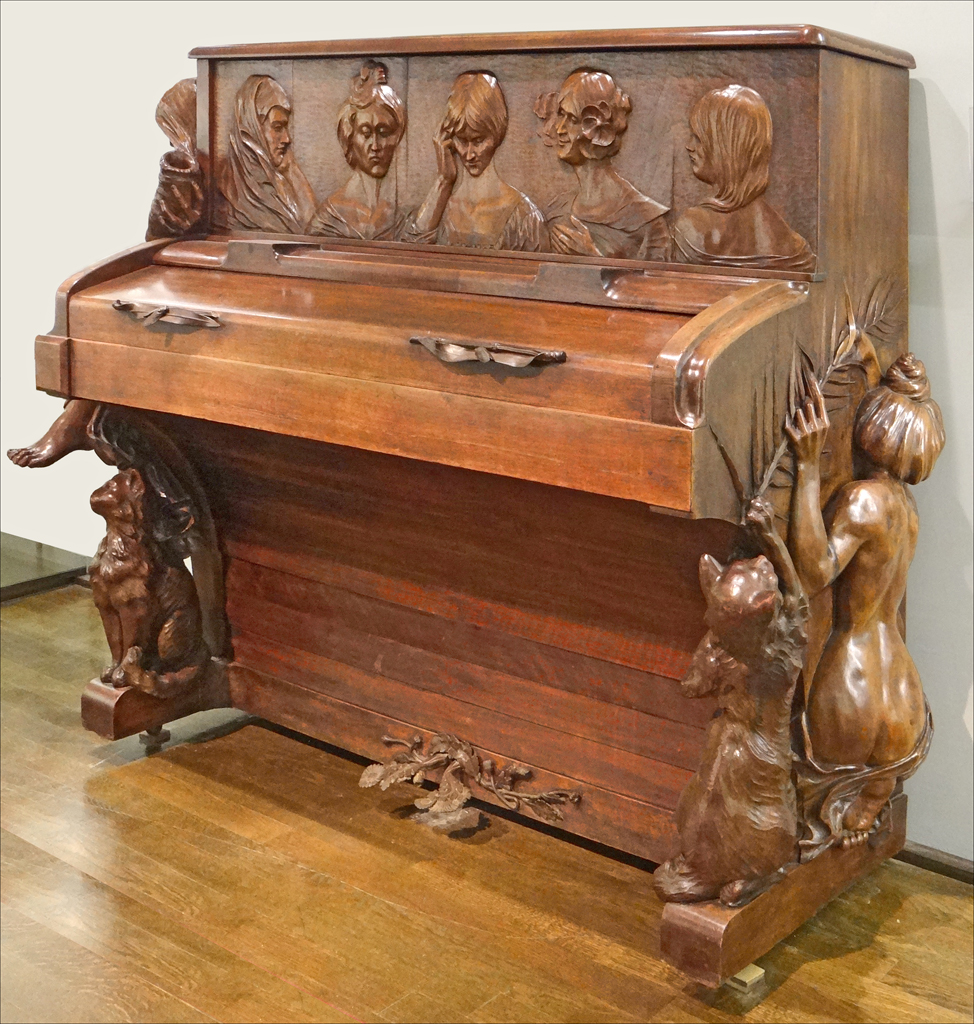
François-Rupert Carabin, Piano (1900), Museo de Artes Decorativas de París.

### La escultura moderna
Auguste Rodin, escultor que había abordado el neobarroco, el simbolismo y el realismo, es considerado como el inventor de la escultura moderna. Con su Monument à Balzac [Monumento a Balzac] exhibió su manifiesto de la modernidad en la escultura y causó un escándalo durante su presentación pública. Sus discípulos Camille Claudel y Antoine Bourdelle, en particular con Héraklès archer (1910), aseguraron la transición al siglo XX.

Obras modernas
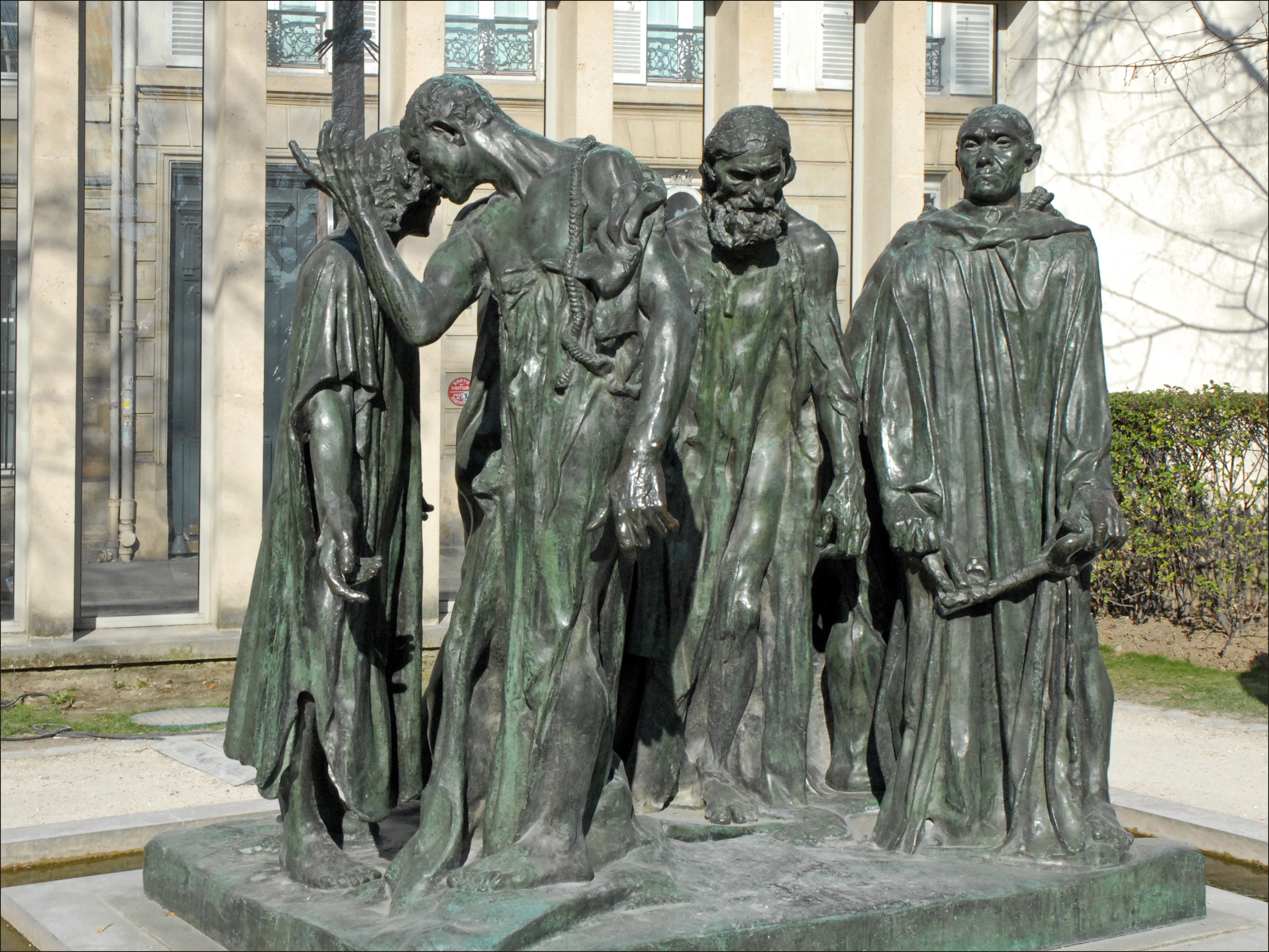
Auguste Rodin, Les Bourgeois de Calais ([Los burgueses de Calais] 1889), París, museo Rodin
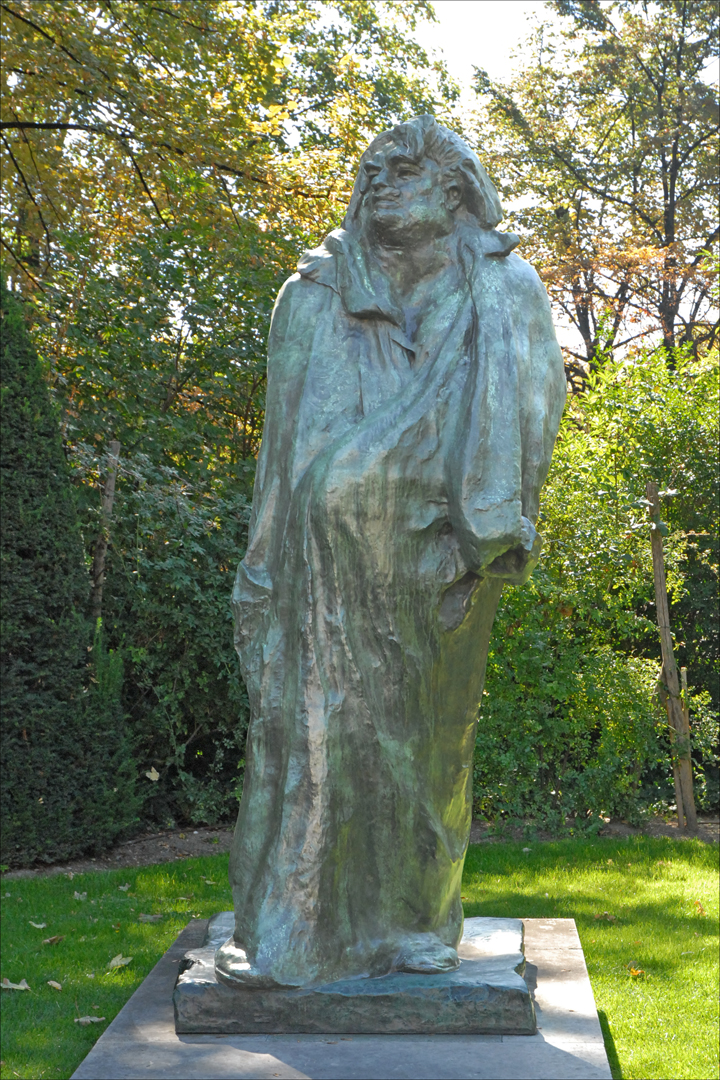
Auguste Rodin, Monument à Balzac (1898), París, museo Rodin
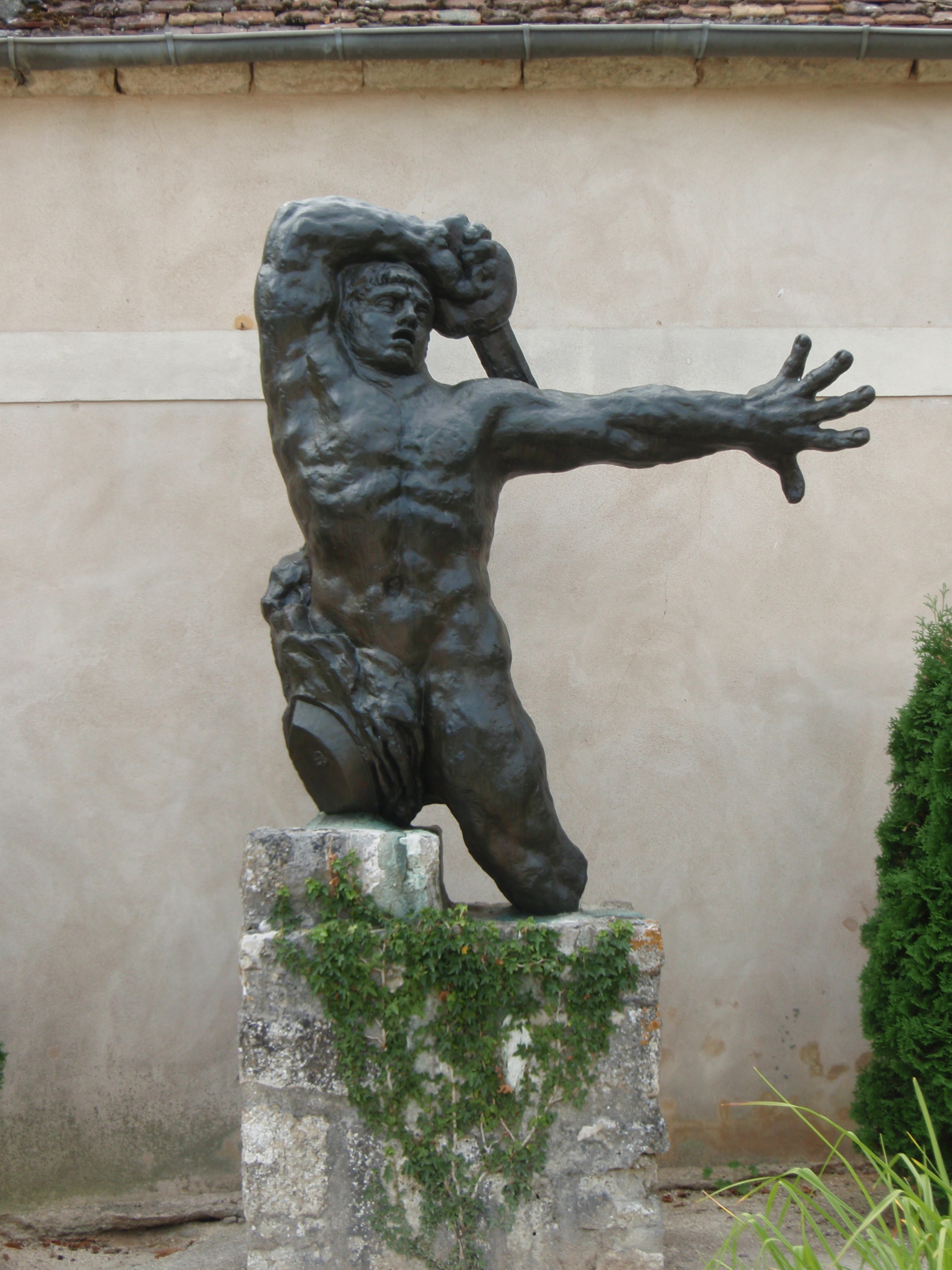
Antoine Bourdelle Grand guerrier de Montauban [Gran guerrero de Montauban] (1898-1900), museo-jardín departamental Bourdelle d'Egreville.
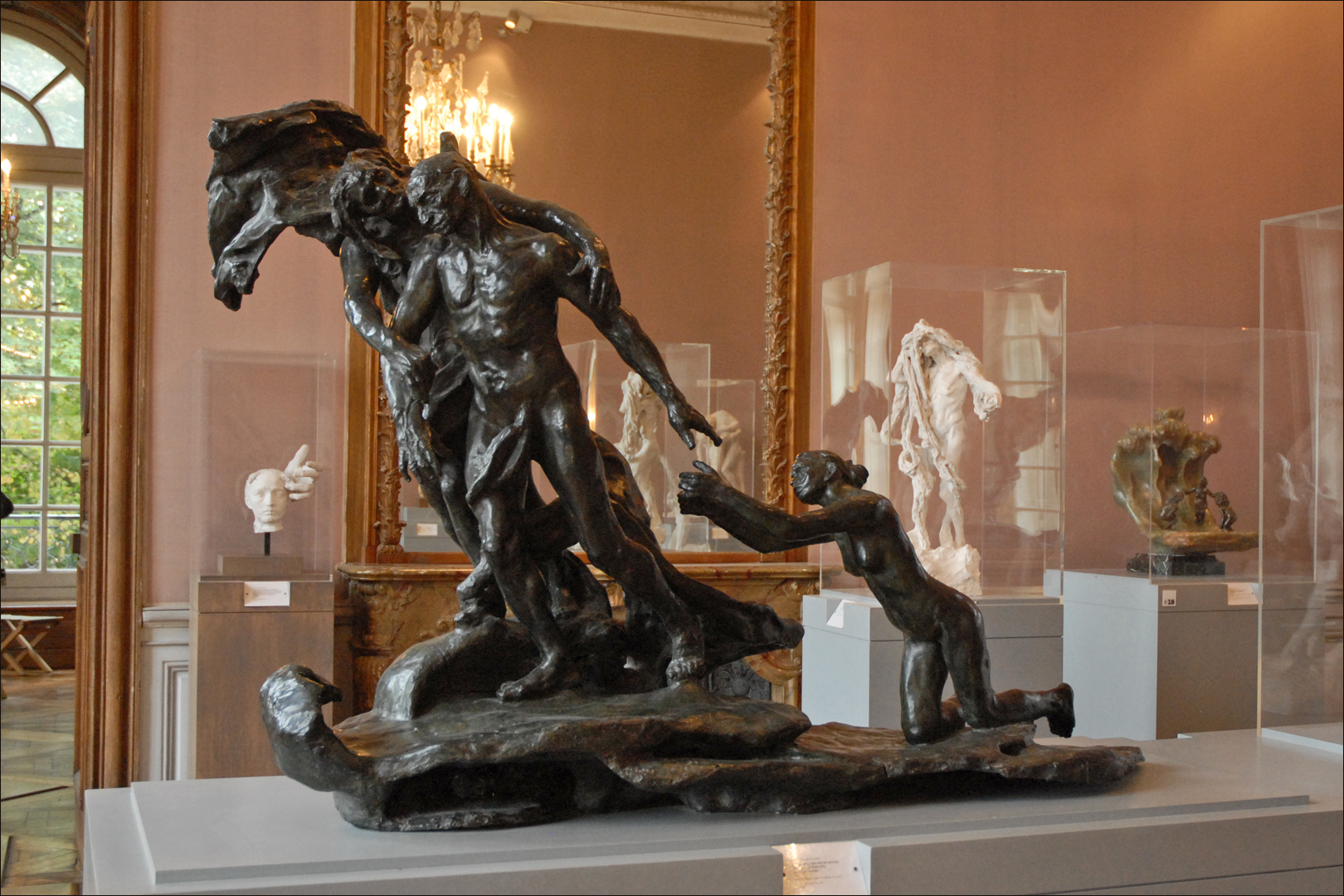
Camille Claudel, L'Âge mur (1899), París, museo Rodin